# Juegos Olímpicos de Seúl 1988
Los Juegos Olímpicos de Seúl 1988, oficialmente conocidos como los Juegos de la XXIV Olimpiada, fueron un evento multideportivo internacional, celebrado en la ciudad de Seúl, Corea del Sur, entre el 17 de septiembre y el 2 de octubre de 1988. En esta edición participaron 8391 atletas —6197 hombres y 2194 mujeres— de 159 países. Si se suman los árbitros, la cifra asciende a 13 304 personas de 160 países.
En un contexto marcado por el final de la Guerra Fría, la XXIV Olimpiada fue la primera desde Múnich 1972 que no vivió un boicot político masivo. Aunque Corea del Norte se negó a asistir y fue seguida por media docena de países, Seúl 1988 logró la mayor participación hasta la fecha y tanto Estados Unidos como la Unión Soviética volvieron a competir entre sí. Estos fueron también los últimos Juegos Olímpicos de dos potencias deportivas: la Unión Soviética y la República Democrática Alemana.
En el ámbito deportivo, se celebraron 237 eventos en 23 deportes oficiales, incluyendo el regreso del tenis —luego de sesenta y cuatro años de ausencia— y el estreno del tenis de mesa. En total se batieron 33 plusmarcas mundiales y 227 olímpicas. Entre los atletas más destacados, Kristin Otto se hizo con seis medallas de oro en natación; Matt Biondi obtuvo siete metales —cinco oros— en la misma disciplina; el gimnasta Vladimir Artemov consiguió cuatro oros, y la velocista Florence Griffith Joyner venció en tres pruebas de atletismo. Esta edición también estuvo marcada por varios casos de dopaje: se retiraron hasta cinco medallas, entre ellas la de Ben Johnson tras haber batido la plusmarca mundial en la final de los 100 metros.
La Unión Soviética fue líder del medallero con 132 preseas: 55 oros, 31 platas y 46 bronces, seguida por Alemania Oriental (102), Estados Unidos (94) y Corea del Sur (33).
Seúl se convirtió en la segunda capital de Asia en celebrar unos Juegos Olímpicos de Verano tras Tokio 1964. A pesar de que Corea del Sur no tenía experiencia en eventos deportivos internacionales, el país mostraba un sólido crecimiento económico y se tomó la concesión como la oportunidad de darse a conocer en el exterior. A nivel logístico, el Comité Olímpico Internacional alabó la labor del Comité Organizador; las sedes estuvieron listas con dos años de antelación, pues acogieron también los Juegos Asiáticos de 1986; participaron más de 27 000 voluntarios, hubo aforo completo en casi todas las pruebas, y de las 1030 competiciones celebradas solo hubo retrasos en treinta. Tras su conclusión, se realizaron los VIII Juegos Paralímpicos en la misma ciudad del 15 al 24 de octubre.

## Elección de sede

### Candidatura
El 8 de octubre de 1979, Corea del Sur había presentado a Seúl como candidata para albergar los Juegos Olímpicos de Verano 1988. Este país, marcado por la división de la península en dos estados luego de la guerra de Corea, estaba experimentando un fuerte crecimiento económico desde los años 1960 y quería demostrar al mundo su potencial. Sin embargo, la presentación se hizo en un tiempo de inestabilidad política nacional. Dos semanas después del anuncio, el presidente Park Chung-hee, quien dirigió el país bajo un régimen autocrático durante 18 años, fue asesinado por el director del Servicio de Inteligencia. Al mes siguiente se produjo un golpe de Estado que conllevó el ascenso de otro militar, el general Chun Doo-hwan, y una represión de los derechos civiles y políticos. Además, los surcoreanos no tenían experiencia en eventos internacionales —salvo el Campeonato Mundial de Tiro de 1978— y el ayuntamiento de Seúl se mostró escéptico ante el calado de las obras previstas.
El presidente Doo-hwan mantuvo el proyecto de Seúl para los Juegos Olímpicos, con el objetivo tanto de reforzar la imagen internacional de Corea del Sur,como de mostrar su crecimiento. El Comité Olímpico Coreano (KOC) apoyó el proyecto ante el Comité Olímpico Internacional y a comienzos de 1980 solo quedaban dos candidatas: Seúl (Corea del Sur) y Nagoya (Japón). Por lo tanto, la XXIV Olimpiada se iba a celebrar en Asia, por segunda vez desde Tokio 1964. Atenas (Grecia) y Melbourne (Australia) habían planteado presentarse, pero lo rechazaron en última instancia.
La candidatura de Seúl planteó un proyecto que agrupaba los 21 deportes olímpicos en dos grandes complejos: un Parque Olímpico de medio millón de metros cuadrados y otro de 2,6 millones de metros que acogería la Villa Olímpica. Las subsedes serían Busan, Daegu, Gwangju y Daejeon.

### Votación
Seúl tuvo en Nagoya su único rival. La ciudad japonesa era percibida como favorita meses antes de la Sesión del COI, pero Corea del Sur y su Comité Olímpico lograron darle la vuelta al vender su candidatura como una «oportunidad» de garantizar la paz en la península coreana, azotada por la guerra tan solo tres décadas atrás, y de demostrar que la capital era una metrópoli contemporánea. Para reflejar su compromiso olímpico, los surcoreanos reclamaron la organización de los Juegos Asiáticos de 1986 como preparación al evento principal, paleando así su inexperiencia, y añadieron que las infraestructuras deportivas ya estaban en construcción.
De cara a la 84.ª Sesión del COI celebrada el 30 de septiembre de 1981 en Baden-Baden (Alemania Occidental), Corea del Sur preparó numerosas actividades para convencer a los comités. Entre la delegación destacaban los principales líderes políticos del país, Chung Ju-yung (presidente de Hyundai), Kim Un-yong (presidente de la Federación Mundial de Taekwondo), y Park Chong-kyu, expresidente del KOC, quien se valió de su experiencia para garantizarse el apoyo de los miembros de África y Sudamérica.
Los puntos débiles de la candidatura de Nagoya eran la oposición ciudadana al impacto medioambiental, un menor número de instalaciones que además debían ser construidas, y el hecho de que Japón ya había albergado dos olimpiadas recientemente: los Juegos de Verano de Tokio 1964 y los Juegos de Invierno de Sapporo 1972. Eso no impidió que la votación fuese una incógnita porque los países comunistas eran más favorables a apoyar la propuesta japonesa; muchos de ellos solo reconocían a Corea del Norte como gobierno legítimo de la península.
El presidente del KOC, Cho Sang-ho, explicó ante la Sesión del COI las fortalezas de la candidatura surcoreana, y reclamó la concesión a Seúl como «foro por la paz mundial» después de que la edición de Moscú 1980 estuviese marcada por el boicot político de los países occidentales. También se les preguntó sobre el cumplimiento de los derechos humanos, la falta de experiencia organizativa, las relaciones con los estados socialistas y la red de transportes. Con el voto de 79 de los 84 miembros, Seúl dio la sorpresa al imponerse a Nagoya por 52 a 27.
El COI llegó a un acuerdo para que los Juegos Paralímpicos tuviesen lugar en la misma sede que los Olímpicos a partir de 1988, por lo que Seúl también se hizo con ese evento.

## Organización

### Comité Organizador

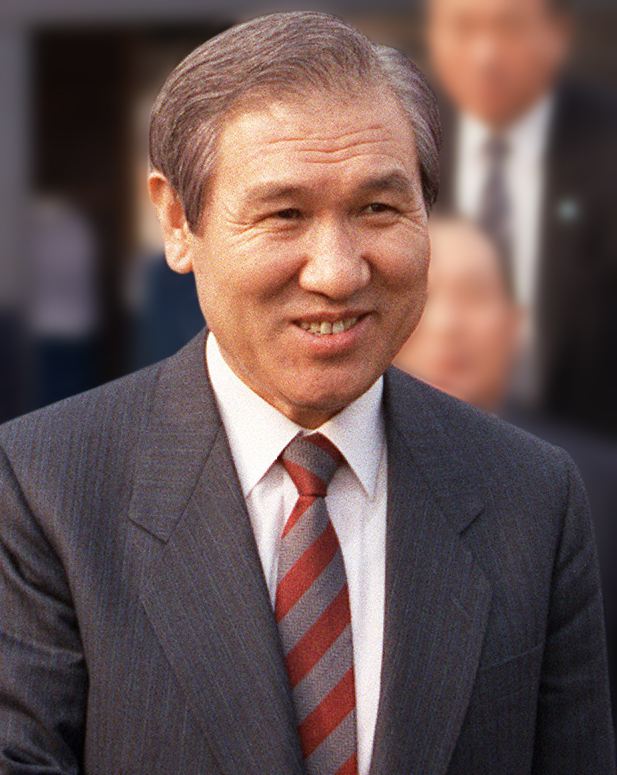
Roh Tae-woo fue presidente del SLOOC de 1983 a 1987.

El 2 de noviembre de 1981, el presidente Chun Doo-hwan decretó la creación del Comité Organizador de los Juegos de la XXIV Olimpiada —SLOOC, por sus siglas en inglés—, que organizaría los trabajos para el evento con la colaboración del gobierno de la República de Corea, el ayuntamiento de Seúl, el Comité Olímpico Coreano (KOC) y las federaciones deportivas surcoreanas. En 1982 se creó un Ministerio de Deportes —hasta entonces las competencias eran de Educación— y en 1983 el Comité Organizador de los Juegos Asiáticos se integró en el SLOOC. A nivel local y provincial, se crearon los Comités de Promoción Olímpica para captar voluntarios.
Hubo en total tres presidentes del Comité Organizador. El primero fue Kim Yong-shik, director de la Cruz Roja en Corea del Sur y exembajador surcoreano en Reino Unido. En 1983 fue reemplazado por Roh Tae-woo, general de alto rango y hombre de confianza de Doo-hwan, que compaginó el cargo con el del Comité Olímpico Coreano. Sin embargo, Tae-woo tuvo que dimitir en 1986 para asumir el liderazgo del Partido de la Justicia Democrática y cedió el puesto a Park Seh-jik, anterior ministro de Deportes. Todos ellos estuvieron supervisados por Kim Un-yong, miembro del COI y vicepresidente del SLOOC.
Durante la 84.ª Sesión del COI se había presentado un informe en el que se detallaban los costos de albergar a los atletas, la posible ruta de la antorcha olímpica y asuntos como la capacidad hotelera, los transportes, la reducción de polución y las visitas deportivas y médicas. Una vez fueron concedidos, el SLOOC desarrolló todos esos asuntos bajo un plan maestro de seis fases; además de la construcción de las sedes, se planteó una reordenación urbanística de Seúl mediante la recuperación del río Han, la creación de zonas verdes y la modernización de la red de transportes.
El lema elegido para los Juegos Olímpicos fue «armonía y progreso» (화합과 전진, Hwahabgwa Jeonjin). Los cinco objetivos de la organización eran los siguientes:
1. «Récord de participación»: los Juegos de Montreal 1976, Moscú 1980 y Los Ángeles 1984 estuvieron marcados por boicots políticos, así que era necesario que tanto los Estados Unidos como la Unión Soviética acudieran a la cita. La organización temía un boicot soviético y chino en solidaridad con Corea del Norte, de modo que solicitaron ayuda al presidente del COI, Juan Antonio Samaranch, para evitarlo.
2. «Armonía»: convertir Seúl 1988 en un foro por la paz sin distinción de ideologías, raza, religión, idiomas o educación.
3. «El mejor rendimiento»: conseguir que los atletas dispongan de todos los medios a su alcance para obtener los mejores resultados deportivos.
4. «Buenos servicios y seguridad»: garantizar el funcionamiento de ambos aspectos, sin perjudicar a la armonía. Se incluye la creación de un Comité de Seguridad dependiente del gobierno y el refuerzo del Servicio de Inteligencia.
5. «Eficiencia económica»: aprovechar todos los recursos disponibles y justificar el gasto de todas las operaciones. De igual modo, este punto plantea el aprovechamiento de las sedes una vez hayan concluido los JJ. OO.

La plantilla operativa estuvo formada por 49 712 trabajadores, repartidos así: 1435 miembros del SLOOC, 27 221 voluntarios, 18 000 empleados de apoyo y 2775 empleados temporales. Además se contrataron 5725 traductores en 23 idiomas.
El SLOOC cesó su actividad el 3 de abril de 1989, seis meses después de la clausura de los Juegos Paralímpicos.

#### Eventos
Ante la necesidad de resolver la falta de experiencia en eventos internacionales, Corea del Sur asumió la organización de los Juegos Asiáticos de 1986 que tuvieron lugar en Seúl del 20 de septiembre al 5 de octubre de 1986. En total participaron 4839 atletas de 22 países en 25 eventos. La mayoría de estados socialistas asiáticos —Corea del Norte, Afganistán, Camboya, Laos, República Popular de Mongolia, Vietnam y Yemen del Sur— boicotearon el evento, pero la organización sí logró que estuviese la delegación comunista más importante, la República Popular China, así que la participación fue incluso superior a los Juegos de 1982.
Cinco días antes de la inauguración se produjo un atentado en el Aeropuerto Internacional de Gimpo; el estallido de una bomba en la terminal de llegadas dejó un saldo de cinco muertos y 24 heridos. El gobierno surcoreano atribuyó la explosión a «agentes norcoreanos» y tuvo que reforzar las medidas de seguridad. A pesar de ese contratiempo, los Juegos Asiáticos fueron considerados un éxito de organización. En las pruebas se utilizaron la mayoría de las sedes previstas en el Parque Olímpico, entre ellas el Estadio Olímpico de Seúl inaugurado dos años atrás, y tan solo faltaba por completar la Villa Olímpica, acabar el parque ecuestre, descontaminar el río Han para las pruebas de piragüismo y pulir detalles logísticos.
Por otra parte, el SLOOC desarrolló entre 1987 y 1988 numerosas competiciones preolímpicas para estudiar el periodo de aclimatación de los deportistas, la idoneidad de las sedes y la preparación organizativa.

#### Comité Olímpico Internacional
Tras la concesión de los JJ. OO., el SLOOC mantuvo una estrecha colaboración con el Comité Olímpico Internacional. Los tres presidentes que tuvo el Comité Organizador sumaron hasta 14 encuentros oficiales del COI para explicar los últimos avances. Además, el presidente del COI, Juan Antonio Samaranch, hizo 10 visitas oficiales a Corea del Sur, entre ellas la inauguración del Estadio Olímpico (1984) y los Juegos Asiáticos (1986).

### Finanzas
El SLOOC asumió el cálculo presupuestario para los Juegos Olímpicos y Paralímpicos de Seúl 1988, que se saldaron con un balance positivo. Tras calcular todos los movimientos desde noviembre de 1981 hasta abril de 1989, se ingresaron más de 909 840 millones de wons y se gastaron cerca de 568 391 millones de wons, lo que arrojaba un beneficio de 341 000 millones según el reporte del Comité Organizador. En dólares, son aproximadamente 300 millones.
En Seúl 1988 hubo contribuciones tanto del gobierno surcoreano como de los patrocinadores olímpicos, a diferencia de los Juegos Olímpicos de Los Ángeles 1984 que se sufragaron sin dinero público. Además, se recaudó dinero por la venta de entradas, merchandising, derechos televisivos, donaciones, lotería y ediciones conmemorativas. Parte de los beneficios sirvieron para restaurar infraestructuras y monumentos históricos.

## Símbolos

### Logotipo
Para el emblema oficial de los JJ. OO. de 1988, el SLOOC hizo un concurso restringido a ocho diseñadores surcoreanos. La imagen elegida en 1983 fue una representación del sam taegeuk —símbolo de la cultura coreana— con los colores amarillo (humanidad), rojo (tierra) y azul (cielo). En la parte inferior aparecen los anillos olímpicos. El diseño de la imagen y su implementación corrieron a cargo de Yang Sung-chun, profesor de la Universidad Nacional de Seúl.
Junto al logotipo, el SLOOC aprobó la creación de 27 carteles deportivos, 12 culturales y 25 artísticos que fueron presentados en 1987.
Los 30 pictogramas olímpicos se estrenaron en 1983. Se distinguen entre sí por el color: azul (deportes), verde (servicios) y rojo (emergencias).

### Mascota
El SLOOC organizó en 1982 un concurso público para la mascota oficial al que se presentaron 4344 proyectos. Entre cuatro finalistas, el comité seleccionó en 1983 a un alegre tigre siberiano que porta un sombrero coreano con cinta. Su diseñador fue Kim Hyun. El tigre es un animal icónico de la mitología coreana, por lo que tuvo una rápida aceptación entre la sociedad del país. El nombre oficial «Hodori» (호돌이) fue elegido en 1984 por votación popular y es un acrónimo de la palabra «tigre» (en coreano, horangi) con un diminutivo infantil. Hodori fue la primera mascota olímpica que contó con una contraparte femenina, «Hosuni».

### Antorcha olímpica
La antorcha olímpica fue presentada al público en abril de 1984. Su diseño a cargo de Lee Woo-song, profesor de la Universidad Femenina de Sookmyung, estaba adornado con dos dragones que simbolizan la armonía entre Occidente y Oriente. En total se fabricaron más de 3300 antorchas, de las cuales 2600 serían para el relevo en Corea del Sur.
El encendido de la antorcha tuvo lugar en el templo de Hera en Olimpia el 23 de agosto de 1988, como marca la tradición. Tras recorrer Grecia un relevista partió desde el aeropuerto de Atenas, hizo una breve escala en Bangkok (Tailandia) y llegó a la isla de Jeju el 27 de agosto. Desde ahí se visitaron todas las provincias de Corea del Sur. Un total de 1467 relevistas llevaron la antorcha en un recorrido de más de 15 000 kilómetros.
A grandes rasgos, la ruta de la llama olímpica fue la siguiente:
- Grecia: Olimpia, Pirgos, Patras, Corintia, Mégara, Eleusis, Atenas.
- Corea del Sur: Jeju, Busan, Jinju, Suncheon, Mokpo, Gwangju, Daegu, Pohang, Gumi, Daejeon, Jeonju, Gongju, Cheongju, Chungju, Gangneung, Chuncheon, Wonju, Suwon, Incheon, Uijeongbu, Seúl.

### Medallas
En el anverso de las medallas se mantuvo el diseño que Giuseppe Cassioli introdujo en los Juegos Olímpicos de Ámsterdam 1928: una representación de la diosa Niké con una palma en su mano izquierda y una corona de laurel en la derecha, más la inscripción «XXIV Olympiad Seoul 1988». El reverso, diseñado por Yang Sung-chun, muestra una paloma de la paz con una rama de laurel en su pico, junto al logotipo de Seúl 1988 en la parte superior. El diámetro de cada medalla es de 60 mm con un grosor de 5 mm, y su peso oscila entre 515 y 550 g. En total se fabricaron 1590 preseas para competiciones y 188 para los deportes de exhibición.

## Transmisión
El SLOOC designó a la radiotelevisión pública Korean Broadcasting System (KBS) como transmisor oficial de los JJ. OO., y selló un acuerdo con la Autoridad de Telecomunicaciones de Corea (KTA) para la logística y distribución de material audiovisual a otras radiodifusoras. A su vez, KBS colaboró con el canal Munhwa Broadcasting Corporation (MBC) para compartir las retransmisiones en el país anfitrión. A nivel internacional, se vendieron los derechos a NBC para Estados Unidos, la Unión Europea de Radiodifusión en Europa, la Organización Internacional de Radio y Televisión en el bloque del Este, Network Ten en Australia, NHK en Japón y la Organización de Telecomunicaciones de Iberoamérica para América Latina. La organización creada por el SLOOC para las retransmisiones fue la Seoul Olympics Radio and Television Organization (SORTO), con miembros de KBS, KTA y de las cadenas extranjeras. En total se recaudaron más de 407 millones de dólares con la venta a 227 radiodifusoras de 140 países.
El Centro Internacional de Prensa estuvo situado en el Centro de Exhibiciones de Seúl, cerca de la sede de KBS, con una superficie de 34 880 m². Durante los JJ. OO. fue el centro de operaciones de los más de 10 300 periodistas acreditados. Tras la conclusión de los Juegos, pasó a ser una instalación más de la televisión pública.

## Sedes

### Instalaciones deportivas
El proyecto original del Comité Olímpico Surcoreano contemplaba el uso de 21 sedes ya existentes, la construcción de otras 13 y el uso de cuatro subsedes en otras ciudades para el fútbol. Tras una profunda revisión, el SLOOC confirmó que eran necesarios 35 centros de competición, 72 campos de entrenamiento, 70 instalaciones adicionales y 88 recintos culturales. El grueso de pruebas se concentraría en dos puntos: el Complejo Deportivo de Seúl, que incluye el Estadio Olímpico, y el Parque Olímpico de Seúl, que incluía la Villa Olímpica. Ambos puntos estaban a tan solo 3,5 km de distancia entre sí.
La construcción de sedes era necesaria para el éxito del evento. A pesar del gran crecimiento de Seúl, la instalación más grande con la que contaban era el vetusto Estadio Dongdaemun. Desde 1973 se había planificado un área deportiva en el distrito de Jamsil, cuyo desarrollo se vio reforzado gracias a la concesión de los JJ. OO. Uno de los aspectos más importantes fue la construcción del Estadio de Béisbol de Jamsil; si bien el béisbol era solo un deporte de exhibición, se iba a tratar del recinto más utilizado a largo plazo dada la popularidad de este deporte en el país.
El Estadio Olímpico fue inaugurado en 1984 y casi todas las instalaciones estuvieron listas para los Juegos Asiáticos de 1986.

#### Complejo Deportivo de Seúl
1. Estadio Olímpico de Seúl – ceremonias de apertura y clausura, atletismo, hípica (final de salto), fútbol (final).
2. Centro Acuático de Jamsil – deportes acuáticos, pentatlón moderno (natación).
3. Arena Jamsil – baloncesto, voleibol (final).
4. Gimnasio Estudiantil de Jamsil – boxeo.
5. Estadio de Béisbol de Jamsil – béisbol.

#### Parque Olímpico de Seúl
1. Velódromo Olímpico de Seúl – ciclismo en pista.
2. Gimnasio Olímpico de Halterofilia – halterofilia.
3. Gimnasio Olímpico de Esgrima – esgrima.
4. Arena de Gimnasia Olímpica – gimnasia (artística y rítmica).
5. Centro Olímpico de Tenis – tenis.
6. Mongchon Toseong – pentatlón moderno (campo a través).

#### Recintos en Seúl
1. Estadio Dongdaemun – fútbol.
2. Pabellón Saemaul – voleibol.
3. Pabellón de la Universidad Hanyang – voleibol.
4. Parque Ecuestre de Seúl – hípica, pentatlón moderno (salto ecuestre).
5. Regata Misari – remo, piragüismo.
6. Royal Bowling – bolos.
7. Arena Jangchung – judo, taekwondo.
8. Gimnasio Changchung – judo, taekwondo.
9. Gimnasio de la Universidad Nacional – bádminton, tenis de mesa.
10. Campo de Tiro de Hwarang – tiro con arco.
11. Campo de Tiro de Taereung – tiro olímpico, pentatlón moderno (tiro).
12. Calles de Seúl – maratón, atletismo (marcha).
13. Circuito de Tongillo – ciclismo en ruta.

#### Recintos fuera de Seúl
1. Busan: Centro de Regatas – vela.
2. Busan: Estadio Busan Gudeok – fútbol.
3. Daegu: Estadio de Daegu – fútbol.
4. Daejeon: Estadio de Daejeon – fútbol.
5. Gwangju: Estadio de Gwangju – fútbol.
6. Seongnam: Estadio de Seongnam – fútbol, hockey.
7. Seongnam: Gimnasio Sangmu – lucha.
8. Suwon: Gimnasio de Suwon – balonmano.

### Villa Olímpica
La Villa Olímpica, situada en las inmediaciones del Parque Olímpico, fue inaugurada el 31 de mayo de 1988 y una de las últimas instalaciones en completarse. Los atletas, entrenadores y árbitros fueron alojados en 86 bloques de apartamentos, con una suma total de 3692 viviendas. La zona estaba equipada con centros de información, ambulatorios, espacios de ocio y templos religiosos. Una plantilla formada por 5000 empleados —más de la mitad, voluntarios— prestó servicio tanto en los Juegos Olímpicos como en los Paralímpicos a los 14 501 residentes que pasaron por allí. Al término del evento, los pisos salieron al mercado inmobiliario.

## Deportes
En los Juegos Olímpicos de Seúl 1988 se celebraron 237 eventos en 23 deportes oficiales, con la incorporación del tenis de mesa. Además hubo cuatro deportes de exhibición: taekwondo, béisbol, bádminton y bolos. En judo, la categoría femenina fue incluida como prueba de exhibición; no sería oficial hasta Barcelona 1992.
El tenis regresó como prueba oficial con cuatro eventos: dos en categoría masculina y otros dos en la femenina. A pesar de ser uno de los deportes más practicados, los tenistas no habían competido desde París 1924 porque la Federación Internacional de Tenis no formaba parte del COI. En tiro con arco se incluyó la competición de equipos por primera vez; en natación se añadió una prueba de 50 m en estilo libre, y en tiro se estrenó la categoría de 10 m en pistola de aire.

### Oficiales
| - Atletismo - Baloncesto - Balonmano - Boxeo - Ciclismo - Equitación - Esgrima - Fútbol - Gimnasia | - Halterofilia - Hockey hierba - Judo - Lucha - Natación - Natación sincronizada - Piragüismo - Pentatlón moderno - Remo | - Saltos - Tenis - Tenis de mesa - Tiro - Tiro con arco - Vela - Voleibol - Waterpolo |

### Exhibición
| - Bádminton - Béisbol - Bolos - Judo (femenino) - Taekwondo |

### Calendario
| A | Apertura |  | Clasificatorias | # | Eventos finales | C | Clausura |

## Desarrollo

### Ceremonia de apertura

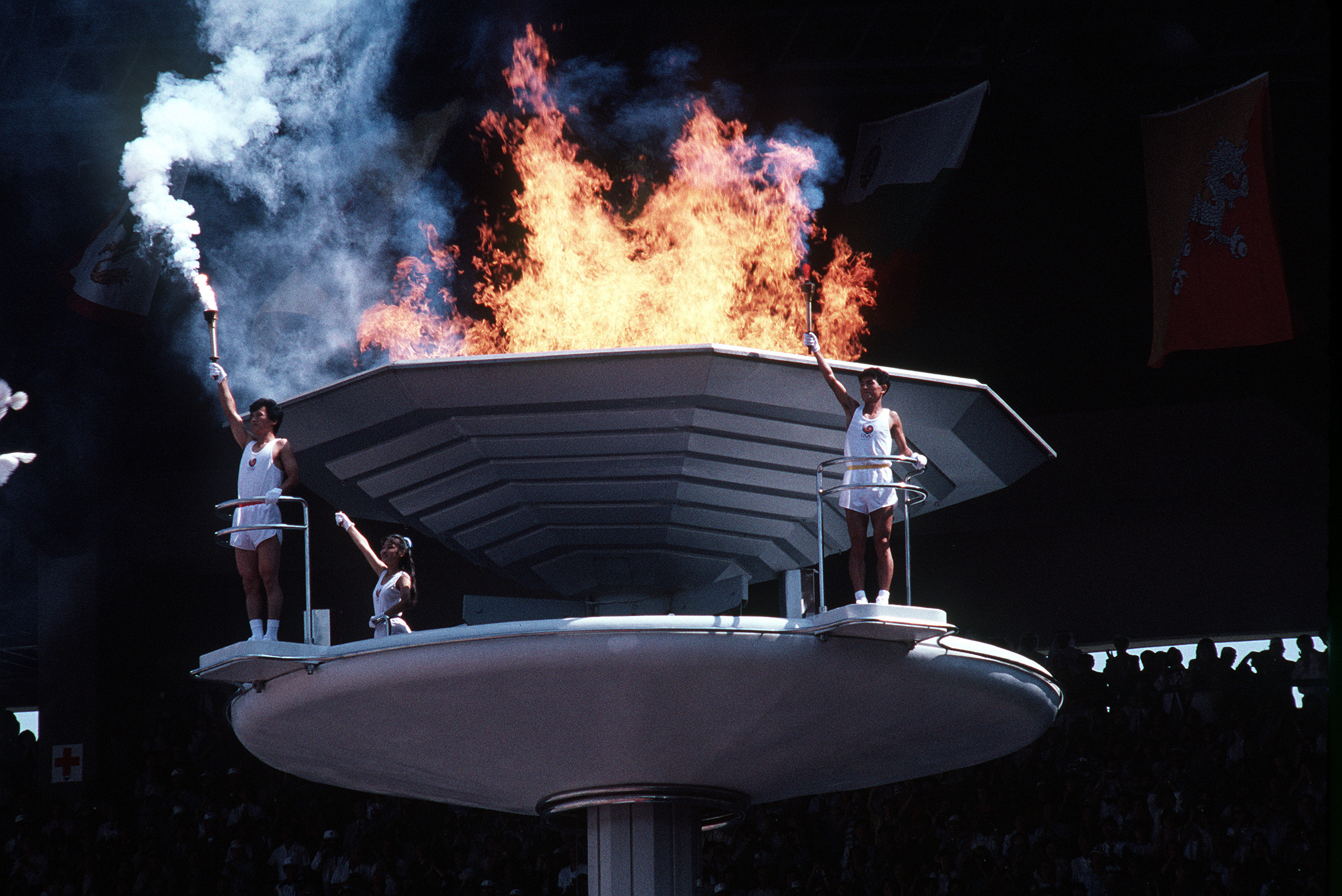
Encendido del pebetero olímpico.

La ceremonia inaugural tuvo lugar el 17 de septiembre de 1988 en el Estadio Olímpico de Seúl. Comenzó a las 10:30 horas (UTC +9) con un número de danza tradicional coreana, seguido por una coreografía de masas en la que participaron más de 1500 bailarines. A las 11:00 en punto, la llegada del presidente de Corea del Sur marcó el inicio del desfile de atletas. La delegación de Grecia encabezó la marcha, como manda la tradición, y después salieron el resto de países por orden alfabético coreano: desde Ghana hasta Hong Kong. Finalmente, los anfitriones de Corea del Sur salieron en último lugar.
Los discursos inaugurales corrieron a cargo de Park Seh-jik, director del SLOOC, y Juan Antonio Samaranch, presidente del COI. A continuación, el presidente surcoreano Roh Tae-woo declaró «inaugurados los Juegos de la XXIV Olimpiada». La llegada de la bandera olímpica estuvo escoltada por la banda militar tradicional Chitadae, mientras el público hizo un mosaico en el que podían leerse las palabras «Harmony» (armonía) y «Progress» (progreso), lema de los JJ. OO. de 1988. La enseña fue portada por ocho medallistas olímpicos surcoreanos.
Tras izarse la bandera, se produjo la entrada de la llama olímpica a cargo de Sohn Kee-chung, el primer medallista coreano que ganó la maratón en los Juegos Olímpicos de Berlín 1936 bajo bandera y nombre japoneses, y el encendido del pebetero corrió a cargo de tres jóvenes atletas sobre las 12:20. La organización importó palomas blancas para liberarlas durante la ceremonia como símbolo de paz, pero al hacerlo antes del encendido algunas de esas palomas se habían posado sobre el pebetero y murieron calcinadas. Seguidamente llegaron los juramentos olímpicos: Son Mi-na y Hur Jae por los atletas, y Lee Hak-rae por los árbitros.
Luego de interpretarse el himno de Corea del Sur, los atletas salieron del estadio y se realizó un «epílogo» de una hora con los siguientes números: un espectáculo de paracaidismo, un baile por la paz, una demostración masiva de taekwondo, bailes folclóricos y la actuación del grupo Koreana con la canción ""Hand in Hand"". La gala terminó a las 13:30 y en total participaron 13 625 personas.

### Eventos

#### Atletismo

El presidente Ronald Reagan recibe a Florence Griffith tras las cuatro medallas obtenidas en las pruebas de atletismo.

Los 42 eventos que conformaron el programa de atletismo se sucedieron entre el 23 de septiembre y el 1 de octubre en el Estadio Olímpico de Seúl, con la participación récord de 1727 atletas: 1148 hombres y 579 mujeres. En total se rompieron cuatro plusmarcas mundiales y 42 olímpicas. En el medallero, los Estados Unidos y la Unión Soviética empataron en 26 metales, pero los norteamericanos superaron en oros a los soviéticos, trece a diez. No obstante, el país más laureado fue Alemania Oriental con 27 medallas, si bien quedó tercera en la clasificación general al cosechar sólo seis oros.
Carl Lewis, en la final de 100 metros, obtuvo la plusmarca mundial con 9:92 segundos, por delante del británico Linford Christie (9:97, récord europeo) y su compatriota Calvin Smith. El vencedor original de aquella final fue el atleta canadiense Ben Johnson con una plusmarca de 9:79; sin embargo, se le retiró la medalla dos días después al dar positivo en estanozolol. Lewis también revalidó el triunfo de 1984 en salto de longitud con una marca de 8.72 metros, y fue plata de 200 metros al ser derrotado por su compañero Joe DeLoach. La otra protagonista de Seúl 1988 fue la estadounidense Florence Griffith, triple medallista de oro en 100 metros femenino (10:54, récord mundial), 200 metros y en el relevo 4 x 100 metros, y plata en el relevo de 4 × 400 m.
Las pruebas de medio fondo estuvieron dominadas por los atletas africanos. Kenia se llevó el oro en 800 m (Paul Ereng), 1500 m (Peter Rono), 5000 m (John Ngugi) y 3000 m obstáculos (Julius Kariuki), mientras que el marroquí Brahim Boutayeb batió la plusmarca olímpica en los 10 000 metros. Entre los atletas soviéticos, Serguéi Litvínov ganó por fin en lanzamiento de martillo (84.80 m, récord olímpico), Viacheslav Ivanenko hizo lo propio en 50 km marcha y un joven Serguéi Bubka se llevó el oro en salto con pértiga. El alemán oriental Ulf Timmermann batió la marca olímpica en lanzamiento de peso. Por último, la maratón deparó como vencedor al italiano Gelindo Bordin en categoría masculina y a la portuguesa Rosa Mota en la femenina.
La estadounidense Jackie Joyner-Kersee batió la plusmarca mundial en heptatlón (7291 puntos) y la olímpica en salto de longitud. El otro récord mundial superado fue el del equipo soviético femenino en la final del relevo de 4 x 400 m. Hubo sorpresas, como la derrota de la plusmarquista búlgara Stefka Kostadinova, quien tuvo que conformarse con la plata en salto de altura al ser superada por la estadounidense Louise Ritter.

#### Baloncesto

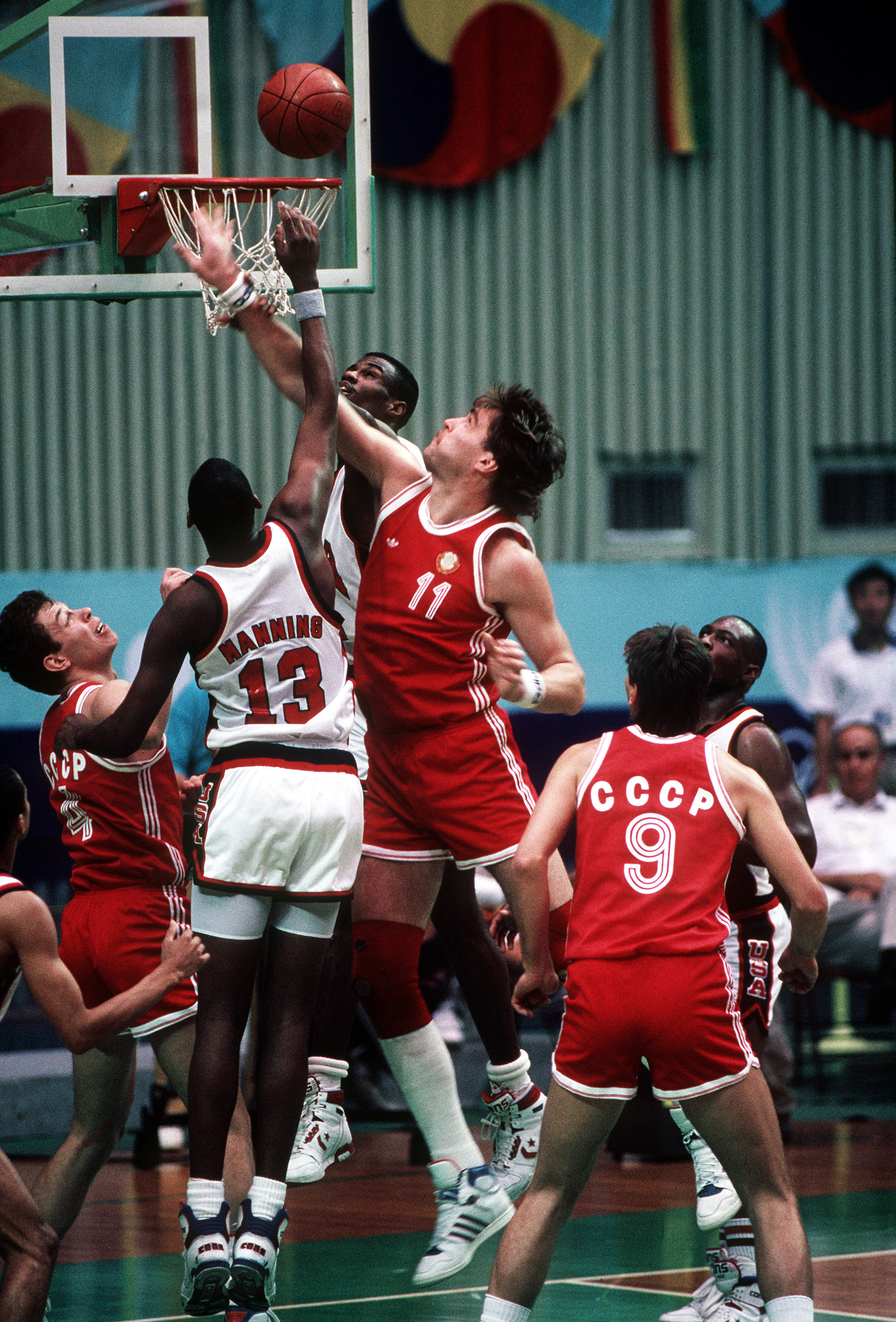
Arvydas Sabonis, con el dorsal 11, durante el partido de baloncesto entre la URSS y Estados Unidos.

Todos los partidos de baloncesto se celebraron en el Arena Jamsil entre el 18 y el 30 de septiembre. El reglamento de la FIBA introdujo en estos JJ. OO. la línea de triple. En categoría masculina participaron doce naciones y la Unión Soviética, liderada por Arvydas Sabonis y Rimas Kurtinaitis, se llevó el oro por 63:76 sobre la Yugoslavia de Dražen Petrović y Vlade Divac. El bronce fue para Estados Unidos, que se quedó fuera de la final por primera vez en su historia al perder frente a la URSS en semifinales. La participación de profesionales de la NBA estuvo vetada hasta ese año, por lo que los norteamericanos habían acudido con un equipo de universitarios.
Estados Unidos ganó la presea dorada en categoría femenina sobre Yugoslavia por 70:77. La Unión Soviética se hizo con el bronce al derrotar a Australia por 68:53.

#### Balonmano
El Gimnasio de Suwon albergó la competición de balonmano desde el 20 de septiembre hasta el 1 de octubre, con la participación de doce selecciones masculinas y ocho femeninas que se dividían en dos grupos. En vez de haber eliminatorias, el campeón de cada grupo disputaba directamente la final y los segundos jugaban por el bronce. Corea del Sur dio la sorpresa en ambas categorías al obtener medallas. En la masculina, los anfitriones fueron líderes de grupo y obtuvieron la plata al caer frente a la Unión Soviética por 32:25. Y en la femenina, las surcoreanas se llevaron el primer oro de su historia al superar en la liguilla final a Noruega y la URSS.

#### Boxeo
El Gimnasio Estudiantil de Jamsil albergó los 427 combates que conformaron los doce eventos —todos masculinos— de boxeo desde el 17 de septiembre hasta el 2 de octubre. En total participaron 441 boxeadores amateur y 159 jueces de 106 comités nacionales, la mayor concurrencia hasta la fecha. Estados Unidos lideró el medallero con ocho preseas (tres de oro), seguida por Corea del Sur y Alemania Oriental (dos oros cada una).
Los tres estadounidenses que lograron oro fueron Kennedy McKinney (supergallo), Andrew Maynard (semipesado) y Ray Mercer (pesado). En el superpesado destacó el triunfo del canadiense Lennox Lewis, quien años después desarrollaría una exitosa carrera en el Consejo Mundial de Boxeo. Su rival en aquel combate fue el estadounidense Riddick Bowe. En peso minimosca el búlgaro Ivailo Marinov (bronce en Moscú 1980) se impuso a Michael Carbajal por decisión unánime, y en el wélter se produjo la victoria de Robert Wangila, primer keniata medallista sin competir en atletismo. El resto de vencedores fueron los surcoreanos Kim Kwang-sun (mosca) y Park Si-hun (semimedio), el italiano Giovanni Parisi (pluma), los alemanes orientales Andreas Zülow (peso ligero) y Henry Maske (medio), y el soviético Vyacheslav Yanovskiy (wélter ligero).
El boxeo estuvo marcado por dos incidentes. El más relevante se dio en la final de peso semimedio entre Park Si-hun y el estadounidense Roy Jones Jr.; a pesar de que Jones impactó 86 golpes por los 32 del anfitrión, los jueces dieron la victoria a Si-hun en reñida decisión (3:2). Dos de los tres árbitros que votaron al surcoreano suspendidos a perpetuidad, pese a lo cual mantuvo la medalla de oro. Debido a la polémica suscitada, en Barcelona 1992 se cambió el sistema de puntuación. Además, en las eliminatorias de supergallo los entrenadores de Byun Jung-il intentaron agredir al árbitro luego de que su púgil fuese penalizado. Al negarse Jung-il a bajarse del ring, todos los jueces se marcharon del estadio y la competencia quedó suspendida hasta el día siguiente.

#### Ciclismo
Las pruebas de ciclismo, celebradas entre el 8 y el 24 de septiembre, contaron con la participación de 455 atletas —391 hombres y 64 mujeres— de 62 países. En ciclismo en ruta hubo tres eventos: dos masculinos y uno femenino. Alemania Oriental dominó tanto la contrarreloj por equipos como la ruta individual en el circuito de Tongillo (Tongil-ro, Seúl), donde su atleta Olaf Ludwig se impuso a los alemanes occidentales Bernd Gröne —plata— y Christian Henn —bronce—. La vencedora en individual femenino fue la neerlandesa Monique Knol, tras una reñida recta final en la que fue necesario revisar la foto finish.
Los seis eventos de ciclismo en pista, celebrados en el Velódromo Olímpico de Seúl, estuvieron dominados por la Unión Soviética con cuatro oros, una plata y un bronce. En las cinco categorías masculinas destacó el lituano Gintautas Umaras con su victoria en persecución individual y por equipos. Lutz Heßlich ganó para la RDA una presea dorada en 1000 m sprint masculino. La estonia Erika Salumäe logró vencer con la URSS en velocidad femenina, prueba que se realizaba por primera vez en unos JJ. OO.
La alemana oriental Christa Rothenburger fue plata en 1000 m sprint. Seis meses antes había sido oro en patinaje de velocidad en los JJ. OO. de Invierno de Calgary 1988, convirtiéndose en la única atleta que ha ganado metal en ambos eventos el mismo año.

#### Equitación
Las pruebas de hípica contaron con la participación de 197 jinetes —138 hombres y 59 mujeres— de 32 países que emplearon 241 caballos. La mayoría de eventos tuvieron lugar en el Parque Ecuestre de Seúl, situado a 18 kilómetros de la Villa Olímpica. Fue una de las pocas instalaciones que no estuvo lista hasta 1988.
El medallero estuvo copado por Alemania Federal, con sendos oros en doma para Nicole Uphoff (individual y equipos) y su caballo Rembrandt. Por primera vez en los JJ. OO., todas las pruebas de doma clásica depararon una vencedora femenina. En competencia individual de tres días, el australiano Mark Todd y su caballo Charisma retuvieron el oro obtenido en 1984, mientras que Alemania Federal triunfó en equipos con una puntuación de 225.95. Por último, el gran premio de saltos terminó con victoria del francés Pierre Durand y su caballo Jappeloup (individual), y de Alemania Federal (equipos). El estadounidense Joseph Fargis, campeón de ambas categorías en Los Ángeles 1984, tuvo que conformarse con una plata en equipos.

#### Esgrima
Los ocho eventos de esgrima se celebraron en el Gimnasio Olímpico de Esgrima del Parque Olímpico entre el 20 y el 30 de septiembre. Un total de 247 hombres participaron en los seis masculinos. Arnd Schmitt logró para Alemania Federal el oro en espada individual, pero cayó derrotado en la final por equipos ante Francia, liderada por el seis veces medallista Philippe Riboud en su última participación. En florete, el italiano Stefano Cerioni se impuso en individual y la Unión Soviética, encabezada por Aleksandr Románkov, hizo lo propio en equipos. Por último, el francés Jean-François Lamour revalidó la presea dorada en sable, y la Hungría de Imre Gedővári lo consiguió en equipos.
La categoría femenina se limitaba al florete y estuvo dominada por Alemania Federal, con triple podio en individual —con Anja Fichtel en lo más alto— y oro en equipos. Kerstin Palm, representante de Suecia, se convirtió en la primera mujer que acudía a siete JJ. OO. consecutivos desde su debut en Tokio 1964.

#### Fútbol
En el torneo de fútbol participaron un total de dieciséis equipos, divididos en cuatro grupos. Se disputaron 32 partidos en cinco ciudades: Seúl (Estadio Olímpico y Estadio Dongdaemun), Busan, Daegu, Gwangju y Daejeon. La participación de profesionales estaba restringida a menores de 23 años sin presencia en la Copa Mundial, pero el COI dejó exento de esa limitación a los futbolistas asiáticos. Tras las eliminatorias, ocho equipos alcanzaron los cuartos de final: Suecia, Alemania Federal, Zambia, Italia, Unión Soviética, Argentina, Brasil y Australia.
En semifinales, la Unión Soviética derrotó a Italia por 2:3 con actuaciones destacadas del ruso Igor Dobrovolski y del lituano Arminas Narbekovas. Por su parte, Brasil se deshizo de Alemania Federal por 1:1 (2:3 en los penaltis) con un joven plantel liderado por Bebeto y Romario, máximo goleador. La final se celebró el 1 de octubre en el Estadio Olímpico y Brasil, clara favorita, ganaba al descanso por 0:1. Sin embargo, los soviéticos empataron de penalti y remontaron en la prórroga gracias a un tanto de Yuri Savichev. Con el 2:1 definitivo la Unión Soviética se llevó el oro, Brasil la plata y Alemania Federal el bronce.

#### Gimnasia

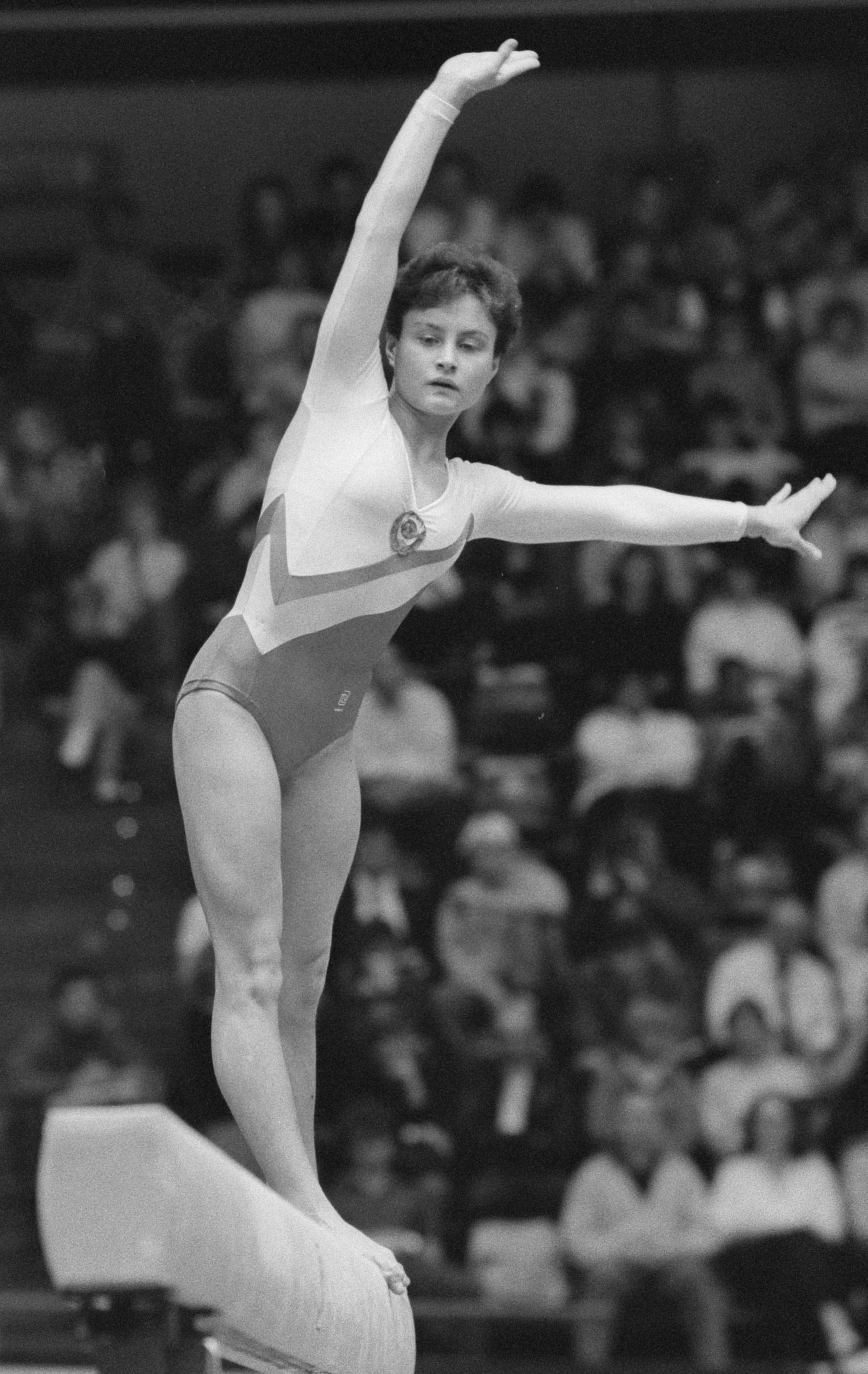
Yelena Shushunova en pleno ejercicio de barra de equilibrio.

El Arena de Gimnasia Olímpica fue la sede de la gimnasia artística —18 al 25 de septiembre— y gimnasia rítmica —28 al 30 de septiembre—. Por primera vez en la historia de los JJ. OO., las rutinas artísticas serían evaluadas por seis jueces y la puntuación final sería la suma total, eliminando la más alta y la más baja. De igual modo, se cambió la bola por la cuerda en el programa de ejercicios.
En gimnasia artística la Unión Soviética no tuvo rival en categoría masculina. Los gimnastas soviéticos obtuvieron el oro en equipos y compitieron entre sí en las pruebas individuales: Vladímir Artiómov se llevó tres oros más, incluyendo el concurso individual; Serguéi Járkov venció en ejercicio de suelo, Valeri Liukin se impuso en barra fija, igualado a puntos con Artiómov, y Dmitri Bilozérchev ganó en anillas y caballo con arcos, donde hubo triple empate por el primer puesto. El único evento donde no hubo finalista soviético fue en salto de potro, donde el chino Lou Yun revalidó la presea dorada de Los Ángeles 1984.
En cuanto a las gimnastas femeninas, se estableció un duelo entre la soviética Yelena Shushunova y la rumana Daniela Silivaș por el que ambas igualarían la marca de Nadia Comaneci de siete dieces en una sola edición. Al final Shushunova ganó el concurso individual y el de equipos, mientras que Silivas se llevó tres oros en las finales por aparatos (suelo, barra y asimétricas), plata en los concursos y bronce en salto de potro. Gracias a esos títulos, Yelena Shushunova igualó la hazaña de Liudmila Turíshcheva al ganar las cuatro competencias gimnásticas más importantes: JJ. OO., Campeonato Mundial, Copa Mundial y Europeo de Gimnasia. La otra gran vencedora fue la soviética Svetlana Boguínskaya, natural de Bielorrusia: cuatro metales, dos de oro.
En gimnasia rítmica, la URSS también ganó la medalla de oro gracias a Marina Lóbach, que compartió podio con la búlgara Adriana Dunavska y bronce con Olexandra Timoshenko.

#### Halterofilia
La halterofilia tuvo lugar del 18 al 29 de septiembre en el Gimnasio Olímpico de Halterofilia con la participación de 245 levantadores de peso, todos masculinos, en diez eventos. El regreso de los estados socialistas tras su ausencia en Los Ángeles 1984 marcó el devenir de la competición, ya que vencieron todas las pruebas salvo una. La Unión Soviética obtuvo ocho preseas —seis de oro— seguida por Bulgaria —dos oros—, Alemania Oriental y Turquía. Aunque China no ganó ningún evento, demostró su tendencia alcista en este deporte con una plata y cuatro bronces, los segundos en número de metales.
En lo concerniente a marcas mundiales, el búlgaro Sevdalin Marinov subió a lo más alto del podio de 52 kg batiendo el récord del mundo con 270 kilos; el turco Naim Süleymanoğlu, apodado «Hércules de bolsillo», hizo lo propio en 60 kg (190 kilos en dos tiempos, 342,5 en total), y el soviético Aleksandr Kurlovich superó los 462,5 kilos levantados en +110 kg. Además de Kurlovic, los soviéticos dominaron con las victorias del armenio Oksen Mirzoyan (56 kg), el checheno Israil Arsamakov (82,5 kg), el kazajo Anatoly Khrapaty (90 kg) y los rusos Pavel Kuznetsov (100 kg) y Yury Zakharevich (110 kg). Zakharevich se había dislocado el codo cinco años atrás y pudo volver a la competición gracias a que le implantaron tendones sintéticos. Las otras victorias fueron para el germano Joachim Kunz en 67,5 kg y el búlgaro Borislav Gidikov en 75 kg.
Hubo dos vencedores a los que se desposeyó de la medalla de oro por positivo en furosemida: los búlgaros Mitko Grabnev (56 kg) y Angel Guenchev (67,5 kg). Esto causó la retirada del equipo búlgaro en protesta. Asimismo, el húngaro Andor Szanyi perdió la plata en 100 kg por positivo en estanozolol. En total hubo cinco casos detectados de dopaje.

#### Hockey
Del 18 de septiembre al 1 de octubre, el Estadio de Seongnam albergó los partidos de hockey sobre hierba con doce selecciones masculinas y ocho femeninas. En categoría masculina, Australia y Alemania Occidental se colocaron a la cabeza de sus respectivos grupos, acompañados en semifinales por Países Bajos y Gran Bretaña. En la lucha por los metales, los británicos dieron la sorpresa al eliminar a Australia en semifinales y vencer a los germanos por 1:3 en la final. Reino Unido no ganaba una medalla de oro en hockey desde los Juegos Olímpicos de Amberes 1920. El bronce fue para los neerlandeses.
Australia sí pudo hacerse con el oro en categoría femenina, al derrotar a Corea del Sur en la final (2:0) con una actuación destacada de la capitana Rechelle Hawkes.

#### Judo
La competición de judo tuvo lugar en el Gimnasio Changchung desde el 25 de septiembre hasta el 1 de octubre. En la categoría masculina, con 250 deportistas de 69 países, se celebraron siete eventos. Corea del Sur lideró el medallero gracias a las victorias en las categorías de menor pesaje de Kim Jae-yup (-60 kg) y Lee Kyung-keun (-65 kg). El francés Marc Alexandre venció en -71 kg a Sven Loll, y el polaco Waldemar Legień se hizo con la primera de sus dos preseas olímpicas en -78 kg. Hubo dos judocas que revalidaron el oro obtenido en 1984: el austríaco Peter Seisenbacher (-86 kg) frente a Vladimir Shestakov, y el japonés Hitoshi Saitō (+95 kg). La última medalla dorada fue para el brasileño Aurélio Miguel en -95 kg.
La categoría femenina, limitada a deporte de exhibición, contó con la participación de 53 atletas de 23 países. No fue hasta los Juegos Olímpicos de Barcelona 1992 cuando las mujeres pudieron luchar por medallas. La belga Ingrid Berghmans, una de las judocas más destacadas de su tiempo, venció en -72 kg.

#### Lucha
El Gimnasio Sangmu de Seongnam, a 8 kilómetros de la Villa Olímpica, acogió la competición de lucha con 429 hombres de 69 países en veinte eventos: diez de lucha libre y diez de lucha grecorromana. A diferencia de otros JJ. OO., en esta ocasión se incluyó un límite de 130 kg a la categoría superpesada. La Unión Soviética fue clara vencedora del medallero con 15 metales —ocho oros—, seguida de Corea del Sur con nueve —cuatro oros—. Bulgaria fue tercera en número, pero solo obtuvo un oro.
En lucha libre, los soviéticos obtuvieron cuatro oros: Sergei Beloglazov revalidó la victoria de Moscú 1980 en 57 kg, mientras que sus compañeros Arsen Fadzayev (68 kg), Majarbek Jadartsev (90 kg) y Davit Gobedzhishvili (130 kg) se estrenaron con triunfos tras haber dominado los campeonatos de esta especialidad. En lucha grecorromana, el italiano Vincenzo Maenza revalidó el oro de 1984 en el peso súperligero; los campeones soviéticos Kamandar Madzhidov (62 kg), Mijaíl Mamiashvili (82 kg) y Alexandr Karelin (130 kg) sobresalieron en sus respectivas categorías, y el polaco Andrzej Wroński obtuvo el oro en 100 kg.

#### Natación

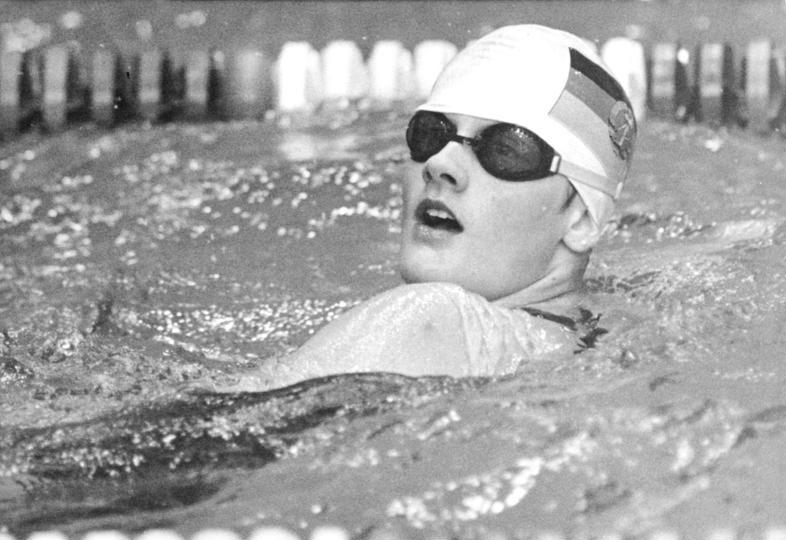
Kristin Otto, ganadora de seis medallas de oro.

El programa de natación estuvo compuesto por 31 eventos celebrados entre el 18 y el 25 de septiembre en el Centro Acuático de Jamsil. Se incluyeron dos pruebas respecto al anterior programa: los 50 m estilo libre en categoría masculina y femenina. Con la participación de 633 nadadores —381 hombres y 252 mujeres—, se batieron diecisiete plusmarcas olímpicas y siete mundiales. Todos los deportes acuáticos quedan bajo supervisión de la Federación Internacional de Natación (FINA).
En categoría masculina, el nombre propio de la natación fue el estadounidense Matt Biondi con siete medallas, cinco de ellas oro: 50 m libre (22:14, récord mundial), 100 m libre (48:63, récord olímpico) y las tres pruebas de relevos. En la final de los 100 m mariposa tuvo que conformarse con la plata al ser vencido por Anthony Nesty, primer atleta de Surinam en conseguir una presea dorada, por tan solo una milésima de diferencia. El húngaro Tamás Darnyi batió dos plusmarcas mundiales en los 200 m y 400 m a cuatro estilos. Por último, el campeón soviético Vladimir Salnikov, triple medallista en Moscú 1980, logró el oro en la prueba de 1500 m antes de retirarse de la competición.
En las pruebas femeninas, Kristin Otto de Alemania Oriental fue la deportista más laureada con seis oros, algo que ninguna mujer había conseguido hasta la fecha: 50 m libre, 100 m libre, 100 m braza, 100 m mariposa y las dos pruebas de relevos. El equipo de la RDA venció en 10 de las 15 pruebas, incluyendo la plusmarca mundial de Silke Hörner en los 200 m mariposa. Solo pudo hacerles sombra la nadadora estadounidense Janet Evans, que en su debut consiguió tres oros en las pruebas de largo recorrido: 400 m libre, 800 m libre y 400 m a cuatro estilos.
Alemania Oriental venció en el medallero con 28 preseas —once oros—, seguida por Estados Unidos con 18 —ocho oros—.

##### Natación sincronizada
Seúl 1988 fueron los segundos JJ. OO. con un programa de natación sincronizada en individual y dúos. Canadá venció ambas pruebas gracias a Carolyn Waldo (dos oros) y su compañera Michelle Cameron. Estados Unidos logró la plata con el concurso de Tracie Ruiz, campeona en Los Ángeles 1984, y de las gemelas Josephson en equipos. Por su parte, Japón obtuvo el bronce por mediación de Mikako Kotani y Miyako Tanaka.

##### Saltos

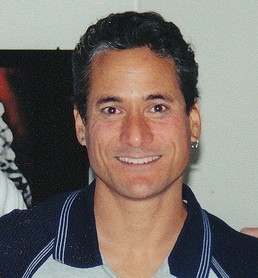
Greg Louganis sumó en Seúl cuatro medallas de oro antes de retirarse.

Cuatro eventos —dos masculinos y dos femeninos— conformaron la competición de saltos, también celebrada en el Centro Acuático de Jamsil. El estadounidense Greg Louganis finalizó su carrera olímpica con sendas victorias en 3 y 10 metros, no sin antes dar un susto: el clavadista se golpeó la cabeza contra el trampolín de 3 metros, algo que no le impidió seguir compitiendo. A pesar de Louganis, los norteamericanos cedieron su dominio a los saltadores de la República Popular China, que lideró el medallero con seis de los doce metales en juego, entre ellos los oros en trampolín (Gao Min) y plataforma (Xu Yanmei). El mexicano Jesús Mena Campos fue bronce en plataforma masculina.

##### Waterpolo
El torneo de waterpolo masculino contó con la participación de 12 selecciones. Al terminar la fase de grupos, habían pasado a la eliminatoria los combinados de Alemania Federal, Unión Soviética, Estados Unidos y Yugoslavia. Finalmente se repitió la final de Los Ángeles 1984 con idéntico resultado: los yugoslavos derrotaron a los estadounidenses por 9:7 para subir a lo más alto del podio. El bronce fue para la Unión Soviética.

#### Pentatlón moderno
Para el pentatlón moderno se realizaron cinco pruebas, una por día, en el siguiente orden: doma, esgrima, natación, tiro y atletismo. Entre el 18 y el 22 de septiembre participaron un total de 65 hombres de 26 países. En el individual, el húngaro János Martinek obtuvo la medalla de oro por detrás del italiano Carlo Massullo —plata— y el soviético Vakhtang Iagorashvili —bronce—. El buen papel de los magiares, con sus tres representantes entre los 10 mejores, deparó también una medalla para Hungría en el evento por equipos; Italia se llevó la plata, mientras que el bronce cayó en manos de Gran Bretaña.

#### Piragüismo
Las pruebas de piragüismo se albergaron en la Regata Misari sobre el curso del río Han, completamente remodelado para la ocasión. Hubo nueve eventos masculinos y tres femeninos en los que concurrieron 275 piragüistas. El programa era el mismo que en Los Ángeles 1984, con todas las pruebas en aguas tranquilas: el piragüismo en eslalon no fue incluido hasta Barcelona 1992. Alemania Oriental venció en el medallero con nueve medallas —tres oros—, seguida por la Unión Soviética con seis —tres oros—.
En las pruebas de kayak, el estadounidense Greg Barton obtuvo dos preseas de oro en K1 1000 m (individual y dobles) y el neozelandés Paul MacDonald se llevó tres metales, uno de cada clase. El húngaro Zsolt Gyulay también tuvo una sobresaliente actuación con dos medallas doradas en K1 500 m y el K4 1000 m en equipo. En las de canoas, la Unión Soviética se impuso en tres de las cuatro pruebas, incluyendo todas las de equipos y el triunfo de Ivans Klementjevs en C1 1000 m. El único que rompió ese dominio fue el alemán oriental Olaf Heukrodt en C1 500 m. Los eventos femeninos se limitaron al kayak con victorias de la búlgara Vania Guesheva en individual y de Alemania Oriental en las dos de equipos.

#### Remo

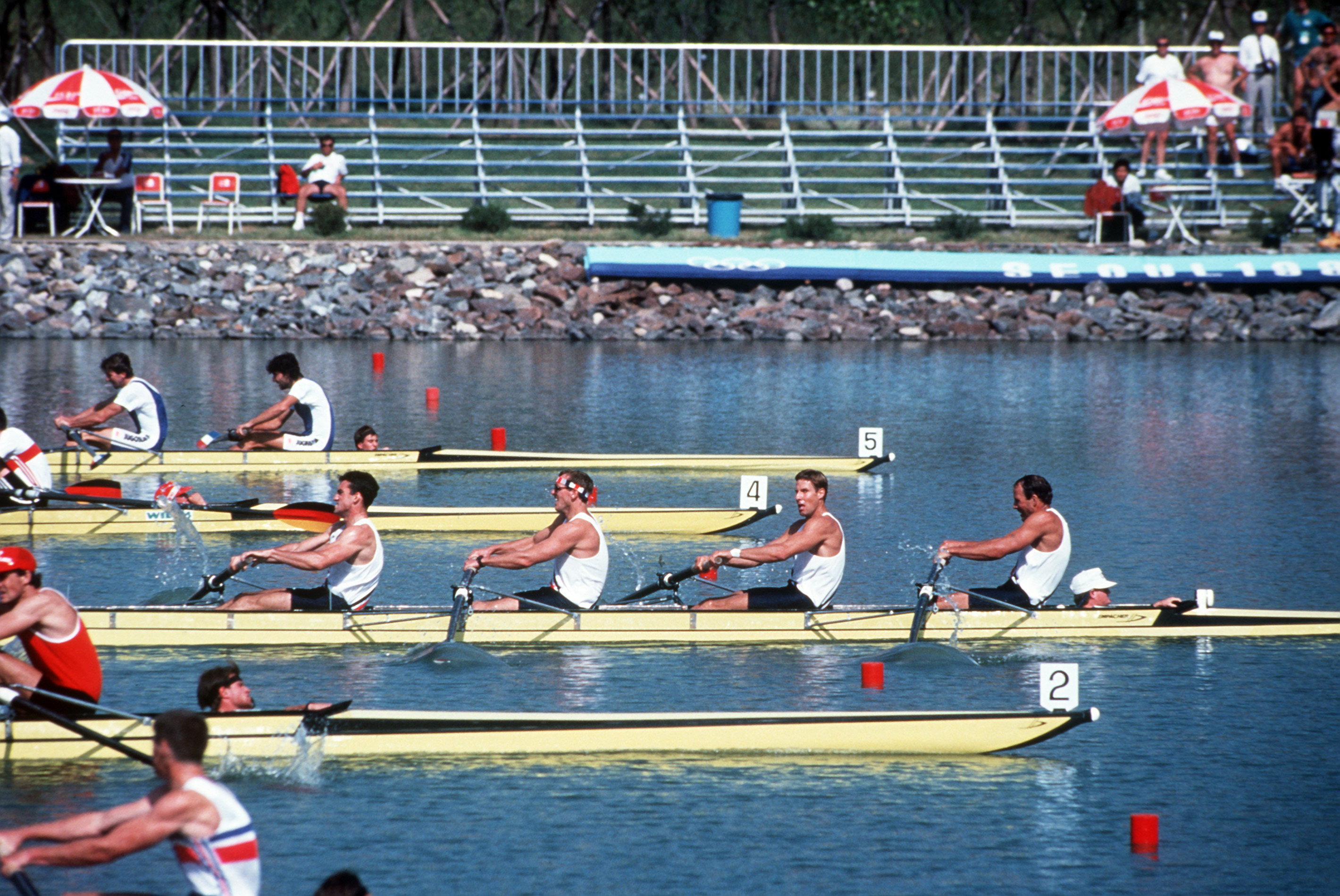
Final del remo en la Regata Misari.

El remo también tuvo lugar en la Regata Misari entre 19 y el 25 de septiembre, con ocho pruebas masculinas y seis femeninas. Por primera vez se incluyó una prueba de remo por cuatro femenino sin timonel. El regreso de los países comunistas luego del boicot en Los Ángeles 1984 se dejó notar en el medallero; Alemania Oriental se llevó ocho de los catorce oros en juego, y Rumanía hizo medalla en siete pruebas diferentes. Entre los medallistas múltiples destacaron el británico Steve Redgrave al obtener el segundo de sus cinco oros consecutivos, junto con Andy Holmes en la prueba de pareja sin timonel masculino.

#### Tenis
El regreso del tenis al programa olímpico —del que estaba ausente desde París 1924— conllevó también la entrada de los jugadores profesionales adscritos a la Federación Internacional de Tenis, sin límite de edad. Un total de 129 tenistas —81 hombres y 49 mujeres— de 39 países concurrieron a las eliminatorias individuales y dobles. En las masculinas, Miloslav Mečíř logró el oro para Checoslovaquia en categoría individual. Los estadounidenses Ken Flach y Robert Seguso derrotaron en dobles a la pareja española de Emilio Sánchez Vicario y Sergio Casal. En el individual femenino, la alemana Steffi Graf derrotó en la final a la argentina Gabriela Sabatini; ambas ya se había enfrentado en la final de Wimbledon 1988 con resultado opuesto. Los dobles femeninos fueron para el dúo estadounidense formado por Pam Shriver y Zina Garrison.

#### Tenis de mesa
El tenis de mesa debutaba en el programa olímpico con cuatro eventos: dos masculinos y dos femeninos. Hasta entonces ni siquiera había sido deporte de exhibición. Las pruebas estuvieron dominadas por los tenistas asiáticos: Corea del Sur venció en individual masculino (Yoo Nam-kyu) y dobles femenino (Hyun Jung-hwa y Yang Young-ja). La República Popular China hizo lo propio en individual femenino (Chen Jing) y dobles masculino (Chen Longcan y Wei Qingguang), liderando el medallero con cinco metales. Los únicos países occidentales que consiguieron medalla fueron Yugoslavia (plata) y Suecia (bronce).

#### Tiro
Las pruebas de tiro olímpico se celebraron del 18 al 24 de septiembre en el Campo de Tiro de Taereung, con la participación de 408 tiradores —293 hombres y 115 mujeres—. El programa contó con trece pruebas, incluyendo por primera vez los 10 metros en pistola de aire. Además, se incluyeron fases preliminares y gran final en varias pruebas, con la intención de hacerlas más atractivas para los espectadores. En total se batieron tres plusmarcas mundiales y 37 olímpicas. La Unión Soviética no tuvo rival en el medallero con once preseas, cuatro de ellas doradas.
En lo que respecta a las pruebas mixtas, el podio de skeet estuvo copado por el alemán oriental Axel Wegner, plata para el chileno Alfonso de Iruarrizaga y bronce para el español Jorge Guardiola. En trap fue necesario un desempate donde el soviético Dmitri Monakov derrotó al checoslovaco Miloslav Bednařík.

#### Tiro con arco
Los cuatro eventos de tiro con arco tuvieron lugar del 27 de septiembre al 1 de octubre en el Campo de Tiro de Hwarang. Por primera vez se incluyeron pruebas por equipos en el programa. Además, se simplificó el sistema clasificatorio con rondas eliminatorias y un menor número de tiradas. En categoría masculina participaron 84 arqueros: Jay Barrs superó al anfitrión Park Sung-soo en el individual, pero en equipos cambiaron las tornas y Corea del Sur venció a Estados Unidos. En la femenina, con 62 arqueras en liza, las surcoreanas coparon el podio con oro para Kim Soo-nyung, plata para Wang Hee-kyung y bronce para Yun Young-sook. Las tres fueron a su vez oro en equipos, luego de derrotar a Indonesia en la final.

#### Vela

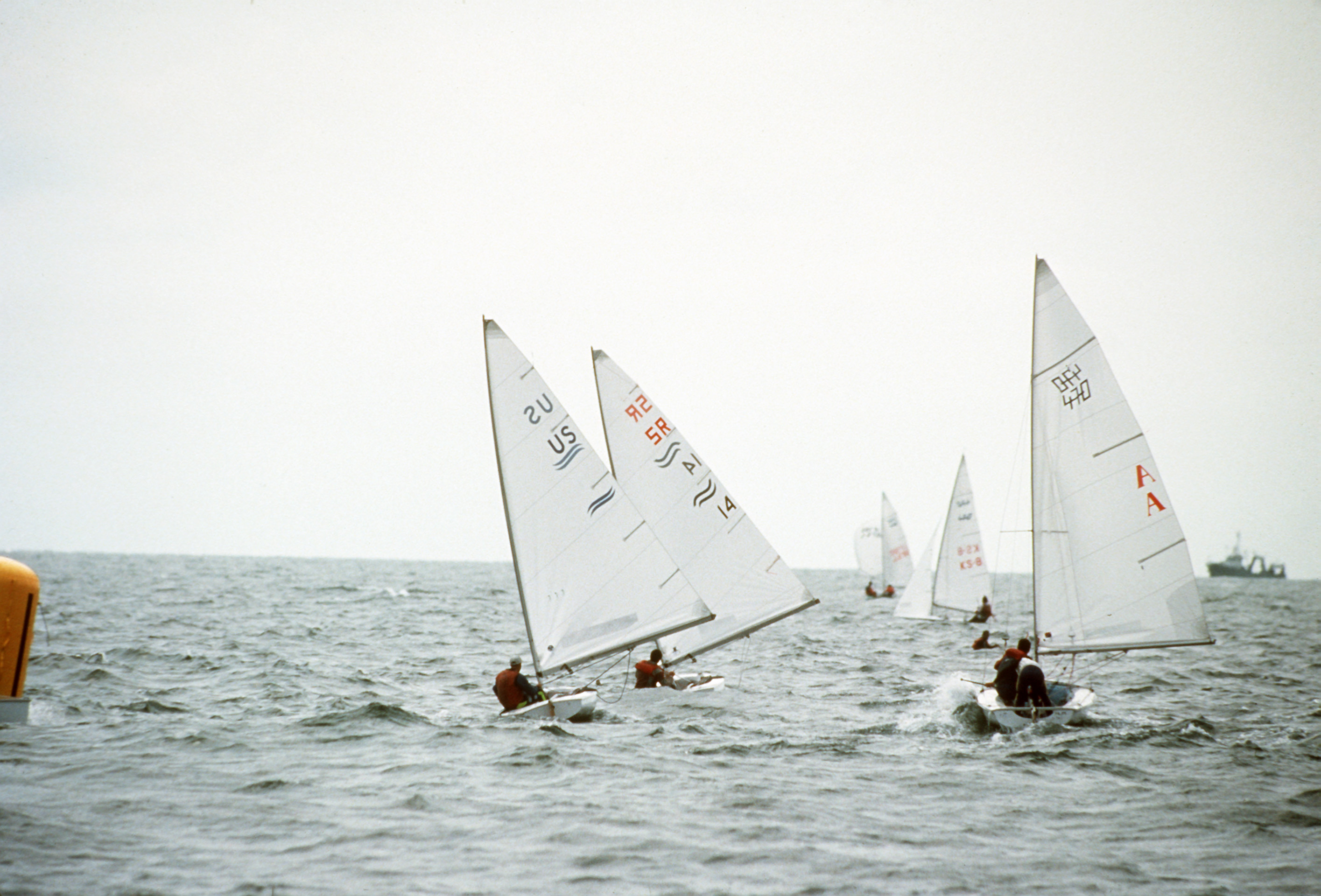
Transcurso de la final de clase finn.

Las pruebas de vela se celebraron en Busan, segunda ciudad más poblada de Corea del Sur y a 325 km de la capital. El fuerte viento obligó a posponer varias competencias. En esta ocasión se incluyeron ocho eventos, entre ellos el debut de la categoría femenina de 470. Francia lideró el medallero gracias a dos oros en 470 masculino (Thierry Peponnet y Luc Pillot) y en tornado (Jean Le Deroff y Nicolas Hénard), mientras que España logró su único metal dorado en estos JJ. OO. por mediación de José Luis Doreste en finn. El país que más preseas obtuvo fue Estados Unidos, cinco en total.

#### Voleibol
En el programa de voleibol se disputaron dos eventos, uno masculino y uno femenino, con fase final en el Arena Jamsil. La selección de participantes se hizo según los criterios de la Federación Internacional de Voleibol. En el torneo masculino compitieron 12 selecciones: Estados Unidos revalidó su título olímpico y compartió podio con la Unión Soviética —plata— y Argentina —bronce—. En el torneo femenino, compuesto por 8 países, la Unión Soviética ganó el oro frente a Perú, revelación del evento y plata en la mejor participación de su historia. El bronce fue para China.

#### Deportes de exhibición
Los principales deportes de exhibición elegidos por el SLOOC fueron el taekwondo (nacional) y el béisbol (internacional). El taekwondo es el arte marcial emblemático de Corea del Sur, característico por sus técnicas de patadas, mientras que el béisbol es uno de los deportes de equipo más practicados del país. A estas pruebas se incluyeron tres más: bolos, bádminton y judo en categoría femenina.
El torneo de taekwondo se celebró en el Gimnasio Changchung entre el 17 y el 20 de septiembre, con dieciséis eventos —ocho masculinos y ocho femeninos— bajo reglamento de la Federación Mundial de Taekwondo (WTF) en los que participaron 120 deportistas. Los surcoreanos vencieron siete de las ocho pruebas masculinas, si bien en las femeninas hubo mayor igualdad. El taekwondo volvió a ser deporte de exhibición en Barcelona 1992 y no formaría parte del programa oficial hasta Sídney 2000.
En cuanto al béisbol, el Estadio de Béisbol de Jamsil acogió del 19 al 28 de septiembre un torneo de ocho equipos, cuyo campeón fue Estados Unidos, con una selección repleta de universitarios en la que destacaba el pitcher Jim Abbott. Este deporte fue incluido en el programa olímpico en la siguiente edición de Barcelona 1992, luego de haber sido deporte de exhibición hasta en siete ocasiones.

### Ceremonia de clausura

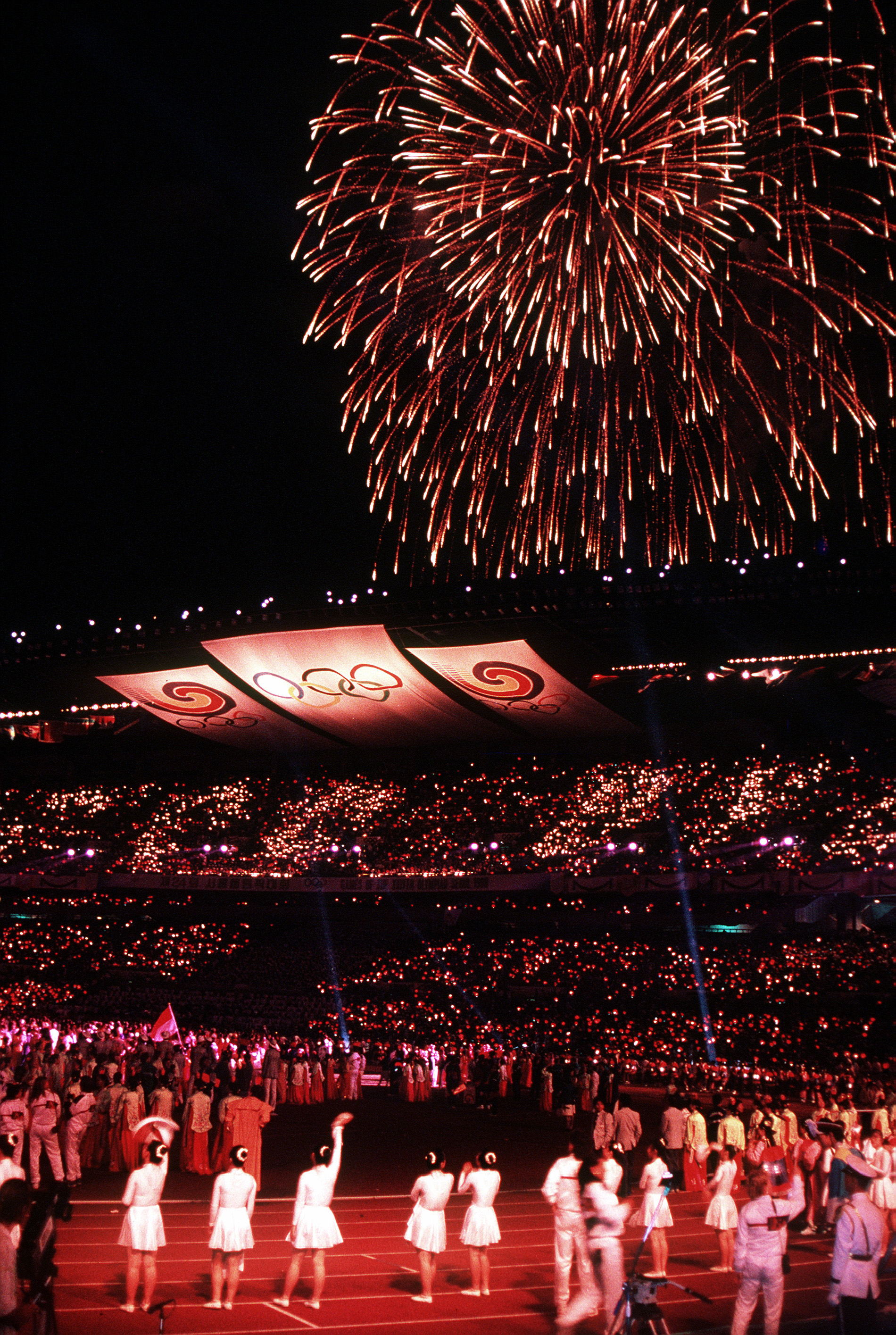
Fuegos artificiales en la ceremonia de clausura.

Después de dos semanas de competiciones deportivas, el Estadio Olímpico albergó la ceremonia de clausura el 2 de octubre de 1988. A las 19:00 horas (UTC +9) se inició con un tradicional baile pungmul, y cinco minutos después se produjo la entrada de todos los atletas sin distinción de nacionalidades. A continuación hubo una representación del «puente de las urracas» en la que participaron más de 750 artistas.
El presidente del COI, Juan Antonio Samaranch, felicitó públicamente al SLOOC y a todos los participantes por «su contribución al éxito de estos Juegos Olímpicos, los mejores y más universales de nuestra historia», para luego clausurar el evento con la fórmula protocolaria: «Declaro finalizados los Juegos de la XXIV Olimpiada e invito a la juventud del mundo a reunirse, en cuatro años, en Barcelona, para la celebración de los Juegos de la XXV Olimpiada». El alcalde de Seúl, Yong Nae-kim, entregó la bandera olímpica a su colega de la ciudad condal, Pasqual Maragall.
Un espectáculo de danza española contemporánea precedió a la bajada de la bandera olímpica y al lento apagado de la llama olímpica. Para la despedida, más de 1200 bailarines participaron en un baile de linternas, seguido de un espectáculo de fuegos artificiales. El espectáculo finalizó a las 20:30 horas. Los Juegos Paralímpicos de Seúl 1988 transcurrieron dos semanas más tarde, desde el 15 hasta el 24 de octubre.

## Participantes

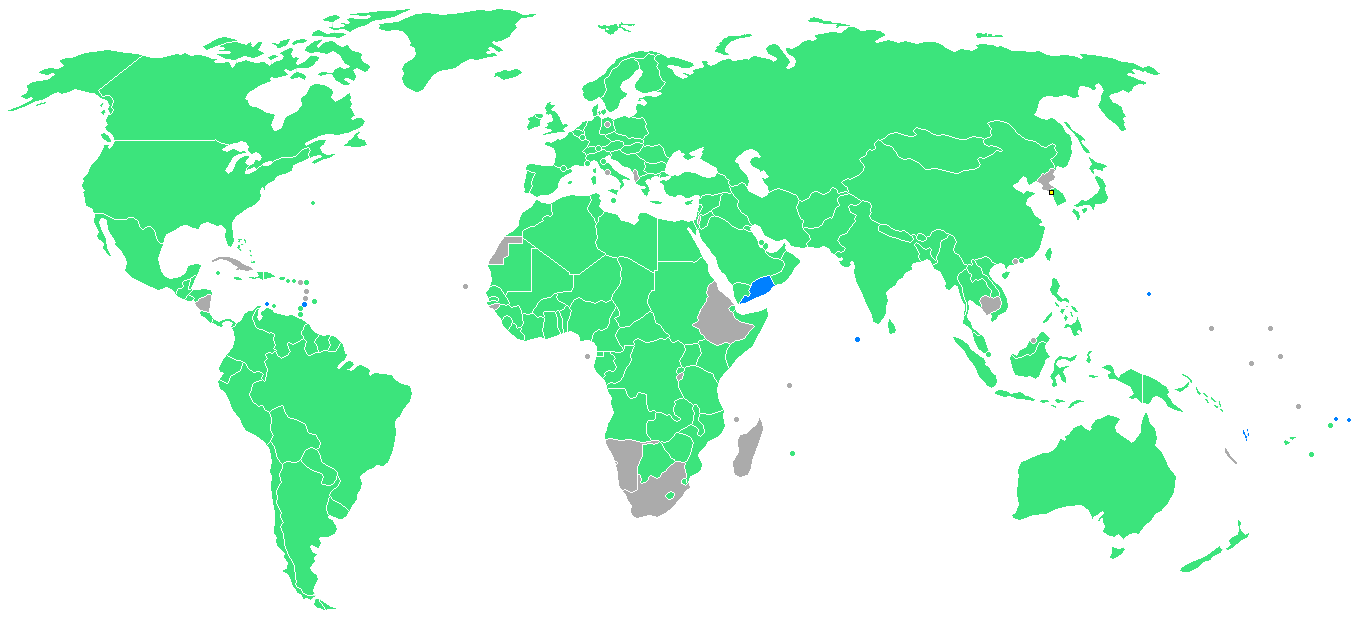
En verde aparecen los países participantes. En azul figuran los debutantes.

En los Juegos Olímpicos de Seúl participaron 159 países, a través de sus respectivos comités nacionales afiliados al Comité Olímpico Internacional. Compitieron 8391 atletas (6197 hombres y 2194 mujeres), lo cual supuso un récord de participación.
La noticia positiva fue que Estados Unidos y la Unión Soviética volvieron a competir entre sí en unos JJ. OO. Los estadounidenses habían boicoteado Moscú 1980 y los soviéticos hicieron lo propio en Los Ángeles 1984, por lo que convencer a ambas naciones suponía recuperar a las mayores potencias deportivas en los últimos años de la Guerra Fría. Sin embargo, Seúl 1988 no se libró de los boicots; Corea del Norte, histórico rival político del Sur, rechazó participar y fue seguido por sus aliados de Albania (por cuarta vez consecutiva), Cuba y Etiopía. Además Madagascar, Nicaragua y las Seychelles renunciaron por diferentes motivos.
El COI mantuvo el veto a Sudáfrica por sus políticas de apartheid, siendo 1988 la última edición en la que eso ocurriría.
Estos fueron los últimos Juegos Olímpicos de dos países que tradicionalmente dominaban el medallero: la Unión Soviética (disuelta en 1991) y la República Democrática Alemana (reunificada en 1990). También supusieron el adiós de la República Federativa Socialista de Yugoslavia.
Varios comités hicieron su debut olímpico en Seúl 1988: Aruba, Guam (ya presente en los Juegos de Invierno), Islas Cook, Maldivas, Samoa Americana, San Vicente y las Granadinas, Vanuatu y Yemen del Sur. La debutante Brunéi envió sólo a un árbitro. La atleta más joven fue la nadadora angoleña Nádia Cruz (13 años), mientras que el más veterano fue el velista bahameño Durward Knowles (70 años).
| Lista de naciones participantes | Lista de naciones participantes | Lista de naciones participantes |
| --- | --- | --- |
| - Afganistán (AFG) (5) - Alemania Occidental (FRG) (404) - Alemania Oriental (GDR) (291) - Andorra (AND) (3) - Angola (ANG) (29) - Antigua y Barbuda (ANT) (16) - Antillas Neerlandesas (AHO) (3) - Arabia Saudita (KSA) (14) - Argelia (ALG) (46) - Argentina (ARG) (125) - Aruba (ARU) (8) - Australia (AUS) (295) - Austria (AUT) (88) - Bahamas (BAH) (17) - Baréin (BRN) (11) - Bangladés (BAN) (6) - Barbados (BAR) (17) - Bélgica (BEL) (65) - Belice (BIZ) (10) - Benín (BEN) (7) - Bermudas (BER) (13) - Birmania (MYA) (2) - Bolivia (BOL) (7) - Botsuana (BOT) (8) - Brasil (BRA) (171) - Bulgaria (BUL) (186) - Burkina Faso (BUR) (6) - Bután (BHU) (3) - Camerún (CMR) (15) - Canadá (CAN) (379) - Catar (QAT) (12) - Chad (CHA) (6) - Checoslovaquia (TCH) (171) - Chile (CHI) (18) - China (CHN) (293) - China Taipéi (TPE) (90) - Chipre (CYP) (9) - Colombia (COL) (43) - Congo (CGO) (9) - Corea del Sur (KOR) (467) - Costa de Marfil (CIV) (32) - Costa Rica (CRC) (16) - Dinamarca (DEN) (92) - Ecuador (ECU) (26) - Egipto (EGY) (54) - El Salvador (ESA) (6) - Emiratos Árabes Unidos (UAE) (12) - España (ESP) (269) - Estados Unidos (USA) (615) - Filipinas (PHI) (33) - Finlandia (FIN) (79) - Fiyi (FIJ) (24) - Francia (FRA) (309) | - Gabón (GAB) (3) - Gambia (GAM) (7) - Ghana (GHA) (18) - Granada (GRN) (6) - Grecia (GRE) (58) - Guam (GUM) (20) - Guatemala (GUA) (30) - Guinea (GUI) (8) - Guinea Ecuatorial (GEQ) (6) - Guyana (GUY) (8) - Haití (HAI) (4) - Honduras (HON) (7) - Hong Kong (HKG) (49) - Hungría (HUN) (203) - India (IND) (46) - Indonesia (INA) (31) - Irán (IRI) (27) - Irak (IRQ) (31) - Irlanda (IRL) (65) - Islandia (ISL) (32) - Islas Caimán (CAY) (8) - Islas Cook (COK) (6) - Islas Salomón (SOL) (7) - Islas Vírgenes Británicas (IVB) (3) - Islas Vírgenes Estadounidenses (ISV) (26) - Israel (ISR) (19) - Italia (ITA) (286) - Jamaica (JAM) (35) - Japón (JPN) (289) - Jordania (JOR) (9) - Kenia (KEN) (76) - Kuwait (KUW) (31) - Laos (LAO) (6) - Lesoto (LES) (6) - Líbano (LIB) (8) - Liberia (LBR) (21) - Libia (LBA) (6) - Liechtenstein (LIE) (12) - Luxemburgo (LUX) (8) - Malasia (MAS) (13) - Malaui (MAW) (17) - Maldivas (MDV) (7) - Mali (MLI) (6) - Malta (MLT) (9) - Marruecos (MAR) (27) - Mauricio (MRI) (8) - Mauritania (MTN) (6) - México (MEX) (91) - Mónaco (MON) (9) - Mongolia (MGL) (28) - Mozambique (MOZ) (6) - Nepal (NEP) (18) - Níger (NIG) (8) | - Nigeria (NGR) (76) - Noruega (NOR) (79) - Nueva Zelanda (NZL) (93) - Omán (OMA) (13) - Países Bajos (NED) (192) - Pakistán (PAK) (31) - Panamá (PAN) (6) - Papúa Nueva Guinea (PNG) (12) - Paraguay (PAR) (10) - Perú (PER) (22) - Polonia (POL) (152) - Portugal (POR) (68) - Puerto Rico (PUR) (70) - Catar (QAT) (12) - Reino Unido (GBR) (369) - República Centroafricana (CAF) (16) - República Dominicana (DOM) (16) - Ruanda (RWA) (6) - Rumania (ROU) (64) - Samoa Occidental (SAM) (11) - Samoa Americana (ASA) (6) - San Marino (SMR) (11) - San Vicente y las Granadinas (VIN) (7) - Senegal (SEN) (22) - Sierra Leona (SLE) (15) - Singapur (SIN) (8) - Siria (SYR) (16) - Somalia (SOM) (7) - Sri Lanka (SRI) (6) - Suazilandia (SWZ) (11) - Sudán (SUD) (8) - Suecia (SWE) (205) - Suiza (SUI) (109) - Surinam (SUR) (6) - Tailandia (THA) (16) - Tanzania (TAN) (10) - Togo (TOG) (6) - Tonga (TGA) (6) - Trinidad y Tobago (TRI) (6) - Túnez (TUN) (41) - Turquía (TUR) (50) - Uganda (UGA) (25) - Unión Soviética (URS) (514) - Uruguay (URU) (14) - Vanuatu (VAN) (6) - Venezuela (VEN) (18) - Vietnam (VIE) (10) - Yemen del Norte (YAR) (11) - Yemen del Sur (YMD) (8) - Yibuti (DJI) (7) - Yugoslavia (YUG) (157) - Zaire (ZAI) (18) - Zambia (ZAM) (31) - Zimbabue (ZIM) (31) |

## Medallero
Un total de cincuenta y dos países obtuvieron medalla en estos Juegos Olímpicos. El más laureado fue la Unión Soviética con 132 metales, seguida por República Democrática Alemana con 102; ambas naciones firmaron su última participación en este evento. Estados Unidos fue tercera en el medallero con 94 y Corea del Sur finalizó cuarta (33) gracias a un mayor número de oros, pese a que Alemania Occidental (40) y Bulgaria (35) habían obtenido más preseas.

Entre los países que ganaron una medalla por primera vez se encuentran Antillas Neerlandesas (vela), Costa Rica (natación), Indonesia (tiro con arco), Islas Vírgenes estadounidenses (vela), Senegal (atletismo), Surinam (natación) y Yibuti (atletismo).
| Núm. | País                      | Oro | Plata | Bronce | Total |
| ---- | ------------------------- | --- | ----- | ------ | ----- |
| 1    | Unión Soviética (URS)     | 55  | 31    | 46     | 132   |
| 2    | Alemania Oriental (GDR)   | 37  | 35    | 30     | 102   |
| 3    | Estados Unidos (USA)      | 36  | 31    | 27     | 94    |
| 4    | Corea del Sur (KOR)       | 12  | 10    | 11     | 33    |
| 5    | Alemania Occidental (FRG) | 11  | 14    | 15     | 40    |
| 6    | Hungría (HUN)             | 11  | 6     | 6      | 23    |
| 7    | Bulgaria (BUL)            | 10  | 12    | 13     | 35    |
| 8    | Rumania (ROU)             | 7   | 11    | 6      | 24    |
| 9    | Francia (FRA)             | 6   | 4     | 6      | 16    |
| 10   | Italia (ITA)              | 6   | 4     | 4      | 14    |

### Múltiples medallistas
| Atleta                   | País                          | Deporte   | Gold | Silber | Bronze | Total |
| Kristin Otto             | República Democrática Alemana | Natación  | 6    | 0      | 0      | 6     |
| Matt Biondi              | Estados Unidos                | Natación  | 5    | 1      | 1      | 7     |
| Vladimir Artemov         | Unión Soviética               | Gimnasia  | 4    | 1      | 0      | 5     |
| Daniela Silivaș          | Rumanía                       | Gimnasia  | 3    | 2      | 1      | 6     |
| Florence Griffith-Joyner | Estados Unidos                | Atletismo | 3    | 1      | 0      | 4     |
| Dmitri Bilozérchev       | Unión Soviética               | Gimnasia  | 3    | 0      | 1      | 4     |
| Janet Evans              | Estados Unidos                | Natación  | 3    | 0      | 0      | 3     |

## Controversias

### Situación política

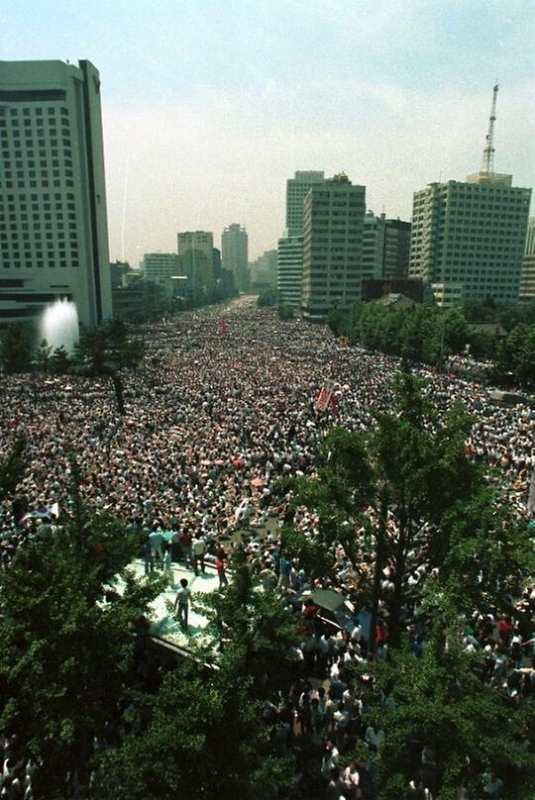
Manifestación en Seúl por el restablecimiento de la democracia (1987).

En el momento de la concesión de los JJ. OO., Corea del Sur estaba gobernado por un gobierno autoritario muy influido por el estamento militar. El general Park Chung-hee llegó al poder mediante un golpe de Estado en 1960, mantuvo una democracia limitada y en 1972 declaró la ley marcial para gobernar sin oposición hasta su asesinato en 1979. Y a pesar de que se intentaron tímidas reformas democráticas, éstas fueron reprimidas con otro golpe de Estado que propició el ascenso del general Chun Doo-hwan en 1980. Durante toda la década se produjeron manifestaciones en las grandes ciudades para reclamar tanto derechos civiles y políticos como elecciones libres.
Los movimientos democráticos vieron en la cita olímpica una gran oportunidad para conseguir sus propósitos, más aún cuando Chun Doo-hwan propuso en 1987 que Roh Tae-woo, expresidente del SLOOC, le sucediera al frente de la presidencia. Tras confirmarse, la oposición —encabezada por Kim Dae-jung y Kim Young-sam— constituyó el Movimiento Democrático de Junio, que a través de movilizaciones diarias exigía una transición hacia la democracia plena, y cuyo punto de inflexión fue la «Marcha Nacional por la Paz». Esas movilizaciones tuvieron apoyo internacional y muy especialmente de Estados Unidos, interesada en la estabilidad política de la península. Finalmente, Doo-hwan tuvo que dimitir y el 29 de junio de 1987 anunció una reforma constitucional que, además de elecciones presidenciales por sufragio universal, restablecía los derechos civiles y políticos.
El candidato oficialista Roh Tae-woo fue elegido presidente por mayoría simple y llegó a Seúl 1988 como jefe del estado de una democracia multipartidista.

### Apresamiento y asesinato de personas sin hogar
En 2016 se reveló que la policía surcoreana habría detenido y asesinado en masa antes de los Juegos Olímpicos a miles de personas sin hogar, para ocultar su presencia para las Olimpiadas de Seúl de 1988. Estos fueron enviados a campos de trabajo forzado, donde vivirían situaciones como asesinatos sumarios, tortura, abuso sexual y las palizas (que ocasionalmente causaban la muerte de los agredidos) que eran la norma. Dicho suceso fue ocultado por las autoridades surcoreanas durante décadas.

### Boicot de Corea del Norte
Tras el final de la guerra de Corea, la península coreana se encontraba dividida en dos estados soberanos que reclamaban todo el territorio como propio: Corea del Norte —socialismo juche, auspiciado por la República Popular China— y Corea del Sur —capitalista, apoyado por Estados Unidos—. El alto el fuego de 1953 establecía la creación de una zona desmilitarizada en el paralelo 38 norte, pero formalmente ambas partes seguían en guerra porque no se había firmado un tratado de paz. Si bien la reunificación de Corea era un objetivo común, nunca pudo llevarse a cabo por el enquistamiento del conflicto y las continuas disputas de los dos actores. No obstante, el SLOOC se mostró esperanzado en lograr un equipo coreano unificado.
En octubre de 1985, el presidente del COI Juan Antonio Samaranch se implicó en la organización de la Reunión Deportiva Intercoreana en Lausana, a la que asistieron miembros del Comité Olímpico Surcoreano (KOC) y del Comité Olímpico Norcoreano (NOC), estos últimos a instancias del líder cubano Fidel Castro. El Centro Internacional para Académicos Woodrow Wilson ha desvelado que los norcoreanos reclamaban una olimpiada compartida al 50 % entre Seúl y Pionyang, a lo que el COI se negó por cuestiones logísticas. Los surcoreanos no estaban dispuestos a ceder más de lo imprescindible, y aunque Samaranch ofreció hasta tres pruebas —fútbol, tenis de mesa y tiro con arco— no hubo avances significativos.
Finalmente, Corea del Norte confirmó el 2 de septiembre de 1988 —dos semanas antes de la inauguración— que no asistiría a Seúl. Se unieron al boicot sus aliados de Albania, Cuba y Etiopía. Samaranch consiguió que la República Popular China no se sumara por el interés de Deng Xiaoping en organizar los Juegos Olímpicos de 2000. Los JJ. OO. sirvieron para que la República de Corea iniciase una apertura diplomática con el bloque del Este.
Además de las negociaciones, otro hecho reseñable fue el atentado terrorista contra el Vuelo 858 de Korean Air, que explotó el 29 de noviembre de 1987 con 115 personas a bordo. El ataque fue obra de dos agentes secretos norcoreanos que intentaron suicidarse al ser detenidos; la única superviviente, Kim Hyon-hui, aseguró que entre otros objetivos se pretendía sabotear el turismo durante los Juegos.

### Dopaje
Aunque los Juegos Olímpicos de Seúl 1988 fueron un éxito organizativo, acabaron marcados por los casos de dopaje. En total se hicieron más de 1600 controles y se detectaron una decena de infracciones. La prueba más afectada fue la halterofilia: de los cinco atletas descalificados, tres habían obtenido medalla. Hubo también positivos en atletismo, equitación y lucha. A raíz de todos los detectados, la lucha antidopaje se intensificó en la década de 1990.
El positivo de Ben Johnson por anabolizantes tuvo un enorme impacto a nivel mundial, pues había vencido la final de los 100 metros lisos con una plusmarca mundial de 9:79 segundos. El COI le retiró la medalla de oro con efecto inmediato y se la otorgó al segundo clasificado, Carl Lewis, mientras que la Federación Internacional de Atletismo sancionó al canadiense por dos años. Todos estos sucesos abrieron un debate sobre el uso de sustancias prohibidas en el deporte de alta competición, y tanto Lewis como Linford Christie quedaron bajo sospecha. En 2003, el exdirector antidopaje del Comité Olímpico Estadounidense (USOC), Wade Exum, aseguró que el organismo autorizó la participación de Lewis a pesar de haber dado positivo en controles previos. No obstante, el USOC quitó hierro a las acusaciones y las atribuyó a una venganza personal. La prematura muerte de Florence Griffith Joyner en 1998 también incrementó las sospechas de dopaje, aunque nunca se encontraron pruebas.
Se sospecha que el número de casos de dopaje pudo ser significativamente mayor. La República Democrática Alemana, segunda en el medallero con 102 preseas, fue acusada tras la reunificación alemana de haber establecido una red de dopaje masivo, el «Plan Estatal 14.25», por la que varios entrenadores confesaron haber suministrado esteroides a sus deportistas sin que estos tuvieran conocimiento.

## Legado
Los Juegos Olímpicos de Seúl 1988 tuvieron un enorme impacto en Corea del Sur. Además de confirmar al país como una de las principales potencias de Asia Oriental, sirvieron en su apertura exterior y en el establecimiento de una democracia multipartidista. Igual que hicieron los japoneses con Tokio 1964, el gobierno surcoreano quiso utilizar las Olimpiadas para incentivar la inversión extranjera, así como las relaciones diplomáticas con la Unión Soviética y con la República Popular China, aliados de Corea del Norte. Y si bien los norcoreanos boicotearon el evento, se logró que Estados Unidos y la URSS compitiesen entre sí, algo que no sucedía desde Montreal 1976. El presidente del COI, Juan Antonio Samaranch, definió su desarrollo como «los mejores y más universales Juegos Olímpicos de nuestra historia» hasta la fecha.
En líneas generales, se considera que Seúl 1988 fue un éxito por la asistencia a los estadios, con llenos en casi todas las pruebas, y la preparación de la organización desde los Juegos Asiáticos de 1986. Todo ello ha permitido que Corea del Sur acoja otros grandes eventos deportivos internacionales: el Campeonato Mundial de Taekwondo de 1989, la Copa Mundial de Fútbol de 2002, el Campeonato Mundial de Atletismo de 2011 y dos ediciones de los Juegos Asiáticos en Busan (2002) e Incheon (2014).
Treinta años después de la Olimpiada de verano, Corea del Sur albergó los Juegos Olímpicos de Invierno 2018 en Pieonchang.
En lo que respecta a Seúl, que décadas atrás había vivido un crecimiento demográfico incontrolado, las obras sirvieron para crear zonas verdes, rehabilitar monumentos históricos y descontaminar el río Han. El Parque Olímpico de Seúl es ahora una zona residencial y varias de sus instalaciones, como el Arena de Gimnasia Olímpica o el Pabellón Olímpico, han sido reconvertidas en salas de conciertos.